# Resistencia de lámina metálica

## Historia de la resistencia de lámina metálica

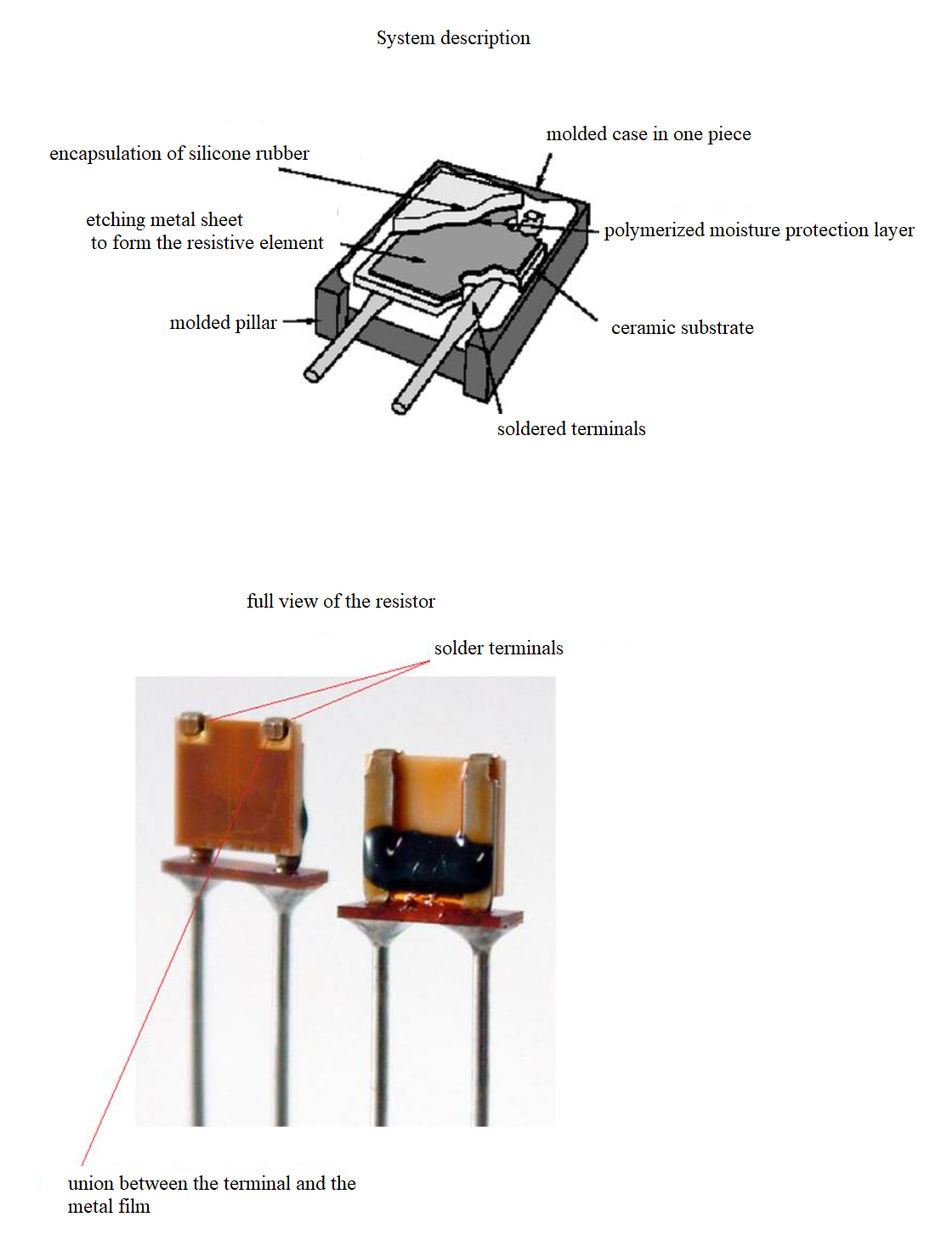
Resistencia de lámina metálica

En el año 1856 Lord Kelvin a partir de sus investigaciones sobre las propiedades electrodinámicas de los metales, informó por primera vez que los conductores metálicos sujetos a tensión mecánica exhiben un cambio en su resistencia eléctrica. Para investigar este fenómeno usó un circuito de puente de Wheatstone con un galvanómetro como indicador.
Lord Kelvin demostró que los conductores metálicos sujetos a elongación mecánica (deformación) presentaban un cambio en la resistencia, un aumento de la misma y las deformaciones por compresión producían una disminución. En la Royal Society de Londres, Kelvin informó sobre un experimento en el que se estiraron con un peso longitudes paralelas y unidas de alambres de cobre y hierro y se midió la diferencia en su cambio de resistencia. Kelvin determinó que, dado que el alargamiento era el mismo para ambos cables, el efecto observado depende verdaderamente de las variaciones en sus conductividades.

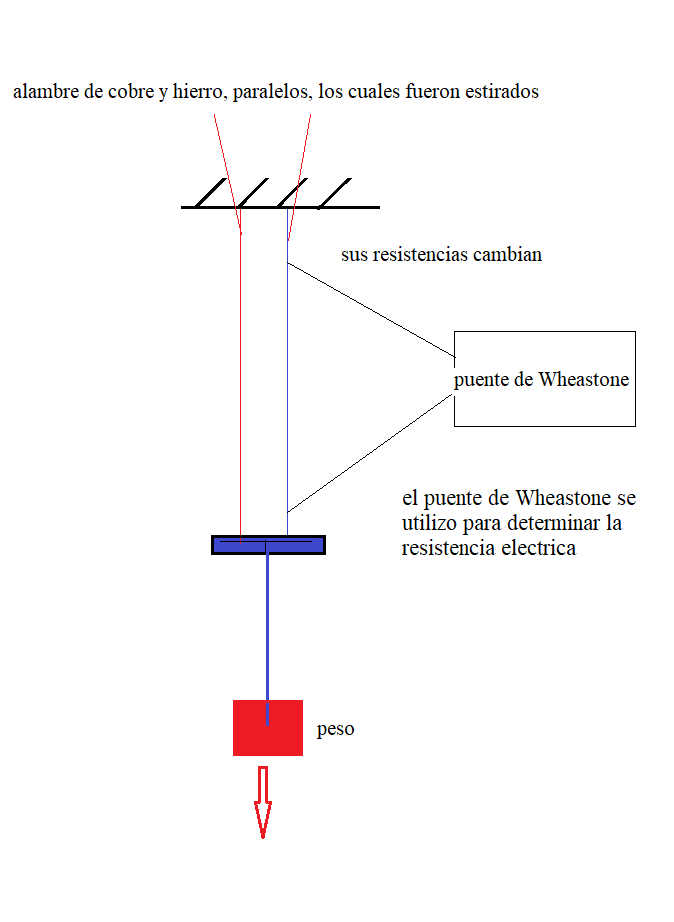
Medicion del estiramiento de dos hilos de metal bajo el mismo peso.

El "nicromo" temprano fue una mejora importante sobre el alambre de aleación de hierro tanto en eficiencia eléctrica como en resistencia física.
Las aleaciones de cromo-níquel se caracterizan por tener una gran resistencia eléctrica (unas 58 veces la del cobre), un pequeño coeficiente de temperatura y una alta resistencia a la oxidación. 
Ejemplos son el Chromel A y el Nichrome V, cuya composición típica es de 80 Ni y 20 Cr, con su punto de fusión a 1420 °C.
Cuando se agrega una pequeña cantidad de hierro a la aleación de níquel-cromo, se vuelve más dúctil. El Nichrome y Chromel C son ejemplos de una aleación que contiene hierro. La composición típica de Nichrome es 60 Ni, 12 Cr, 26 Fe, 2 Mn y Chromel C, 64 Ni, 11 Cr, Fe 25. La temperatura de fusion de estas aleaciones es de 1350° y 1390 °C, respectivamente. En la figura se muestran las variaciones de la resistencia con la temperatura de estas aleaciones.

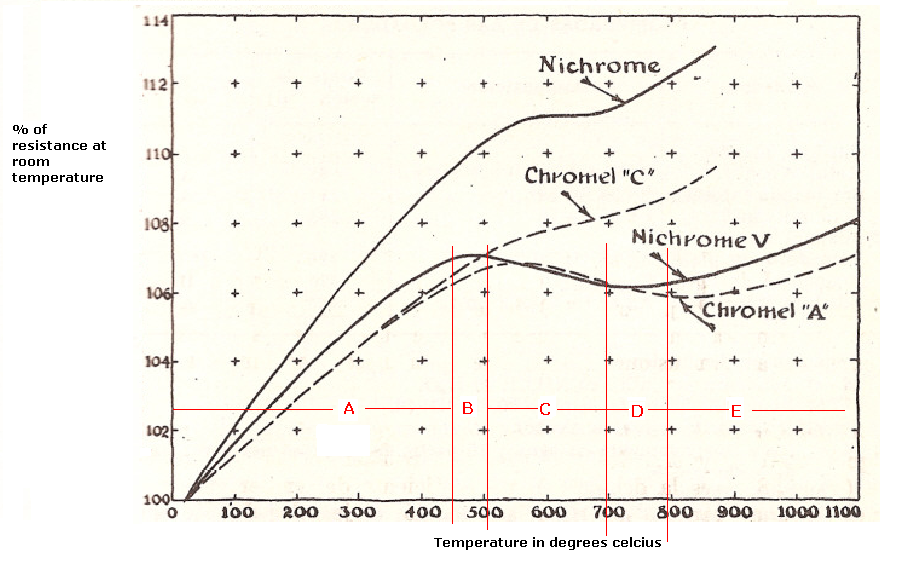

Este último grafico pertenece al libro Procedures in Experimental Physics, de John Strong, escrito en el año 1938, página 546, las curvas representan los valores promedios de las variaciones porcentuales, de las mediciones de la resistencia eléctrica, de las distinta aleaciones, realizada a 20 ⁰C.

## Estudio y desarrollo de la resistencia de lámina metálica.
El estudio y desarrollo de la resistencia de lámina metálica,(metal foil resistor) se debió a muchos investigadores, algunos se enumeran a continucion: Mark Robinson, Reuven Goldstein, Joseph Szwarc, Felix Zandman en 1962, Alexander Drabkin, Benjamin Solow.
Esta tecnología  supera a todas las demás tecnologías de resistencias disponibles en la actualidad para aplicaciones que requieren precisión, estabilidad y confiabilidad.

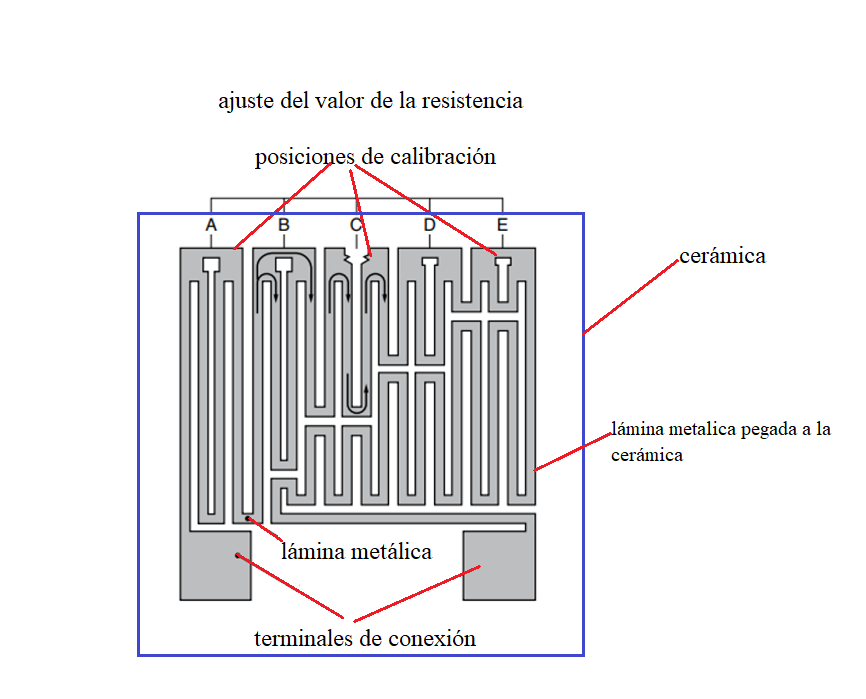

El proceso requiere una lámina adherida a un sustrato, que es una cerámica, que se fotograba para crear un patrón de trayectoria fina que proporcione un valor deseable. Una serie de lugares de recorte están dispuestos en el patrón, como se muestra en el dibujo anterior, como se muestra en A a E. 
Como se muestra en C, el método de recorte es aumentar la resistencia cortando los puentes del modelo en la hoja de metal. El valor de la resistencia se puede hacer con una precisión de +/- 50 [ppm] o menos, del valor deseado cortando en varias de las ubicaciones de recorte. 
Los lugares que se cortan para el recorte son donde el flujo de corriente eléctrica, flechas en el diagrama, no se verán afectados, por lo que el recorte no causará ruido eléctrico ni cambios a lo largo de los años.
El dibujo anterior refleja un modelo de resistencia de lámina metálica, muy simplificado y de fabricación más compleja, el cual se desarrollará a lo largo de todos los sucesivos párrafos.

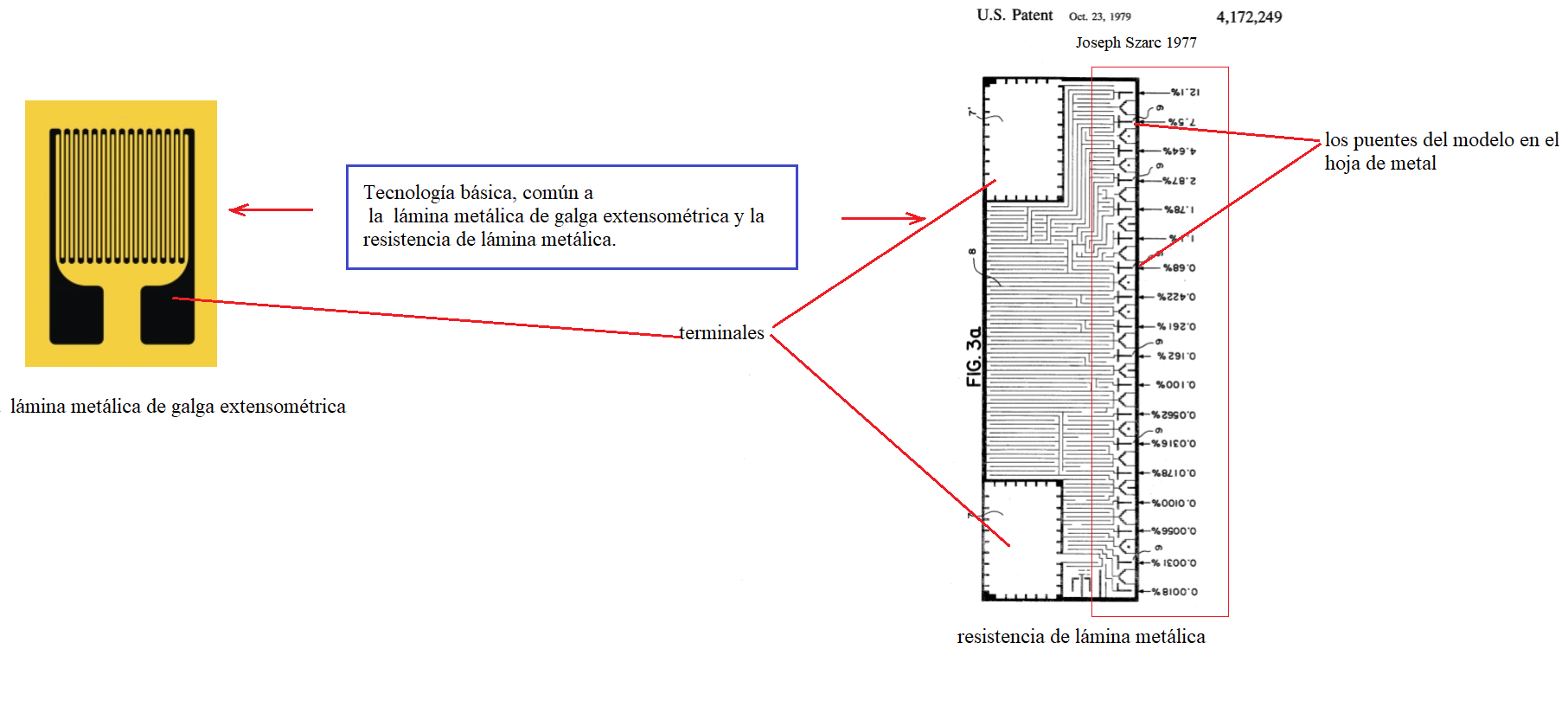

## Efecto de las variables físicas que influyen en el comportamiento eléctrico en metales y aleaciones
Conducir electricidad es una de las características importantes de un metal y esto se debe a la presencia de un gran número de electrones casi libres que bajo la acción de un campo eléctrico aplicado son capaces de fluir a través de la red metálica. 
Existen fenómenos dentro del metal que impiden el libre flujo de electrones, dispersándolos y dando lugar a una resistencia llamada resistencia eléctrica. Con las dimensiones conocidas del metal, se puede determinar una resistividad eléctrica específica del mismo. Esta resistividad es característica de ese metal en particular y depende de la temperatura.
La cantidad de corriente que circula en un conductor depende del campo eléctrico y de las propiedades del material. Para ciertos materiales, en especial metálicos, a una temperatura dada, es casi directamente proporcional al campo y el cociente entre campo eléctrico y cantidad de corriente es constante. Esta relación es la llamada ley de Ohm. A todos los materiales para los que esta ley se cumple se los denomina materiales óhmicos.
La resistividad ρ de un material se define como la relación de las magnitudes del campo eléctrico E y la densidad de corriente J:  E / J = ρ,   y la resistencia eléctrica a partir de la resistividad ρ y las dimensiones del metal resulta R = ρ L / A.
Esta resistividad es característica de ese metal o aleación en particular y depende de la temperatura T, fuerzas que actúan sobre el mismo F y de la composición física o estructura cristalina como se representa en el siguiente dibujo.

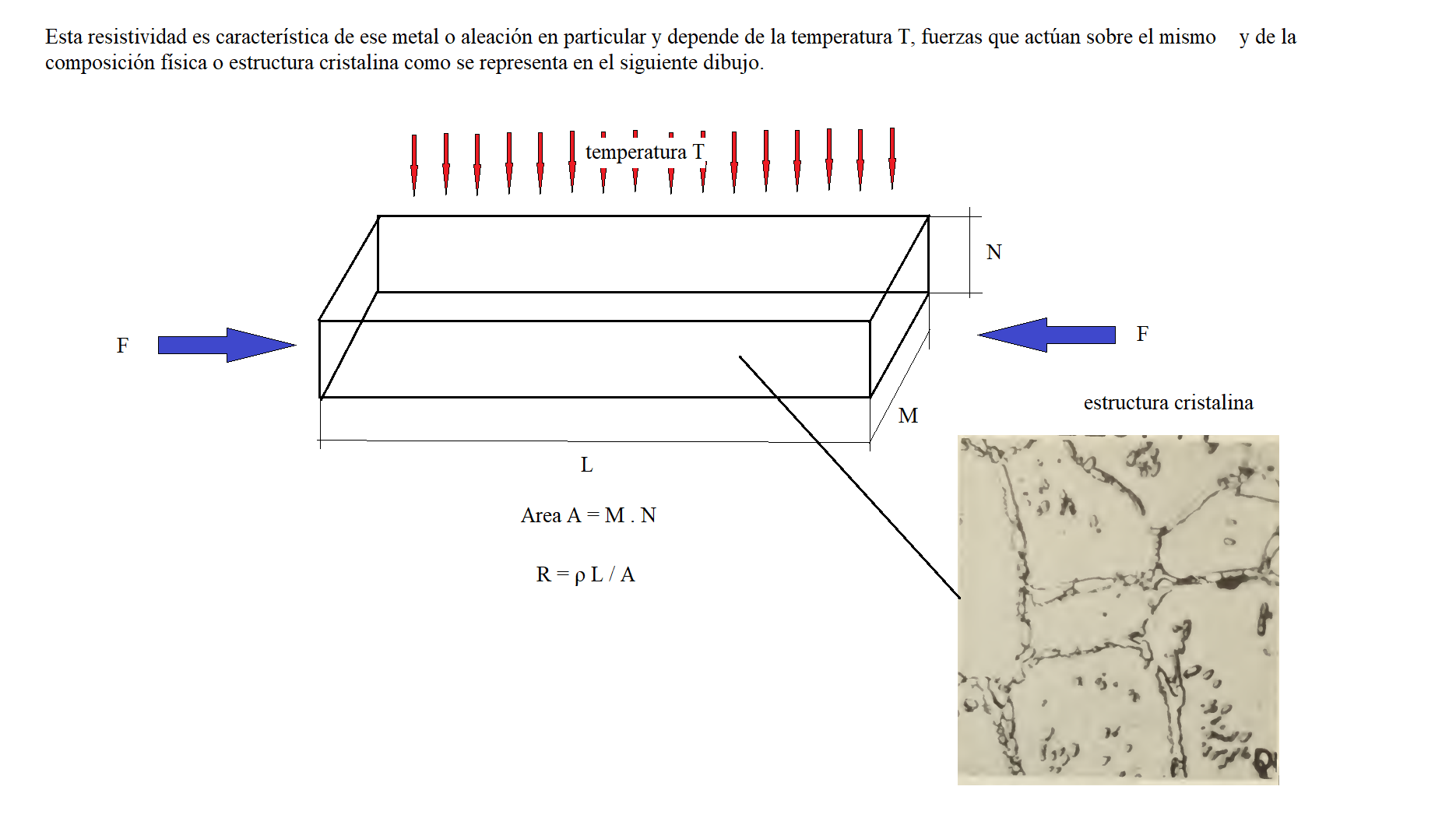

Este último dibujo refleja una característica muy importante de las resistencias de lámina metálica y son las perturbaciones físicas a las que puede estar sometida, por ejemplo la capa de protección, una sustancia plástica, que se agrega a la lámina puede causar efectos negativos en el comportamiento o puede producir un efecto beneficioso, como se verá.

### Resistencias
La siguiente tabla presenta las características de los ditintos tipos de resistencia.

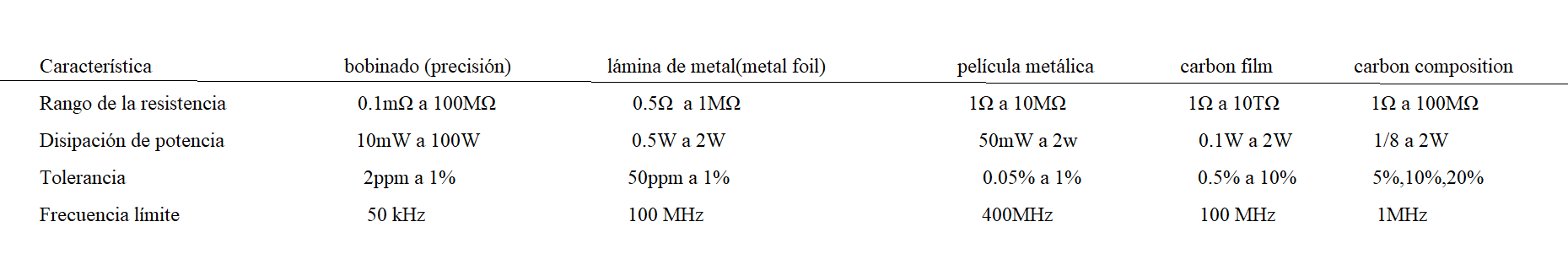

La resistencia es la propiedad de un material que determina la velocidad a la que la energía eléctrica se convierte en energía térmica para un determinado corriente eléctrica. 
Por definición:
1 voltio en 1 ohmio = 1 culombio por segundo = 1 [amperio]
La disipación térmica en esta circunstancia es de 1 vatio. 
P = E {\displaystyle \cdot } I = 1 voltio × 1 amperio = 1 [vatio].
Las resistencias se utilizan en todos los circuitos, como redes de polarización de transistores y combinadores de señales. Sin embargo, muy rara vez se piensa en cómo se comporta una resistencia una vez que nos alejamos del mundo de la corriente continua (CC). 
En algunos casos, como en las redes de polarización de transistores, la resistencia seguirá realizando su función de circuito de CC, pero también puede interrumpir el punto de funcionamiento de RF del circuito.
Circuito equivalente de la resistencia de lámina metálica.

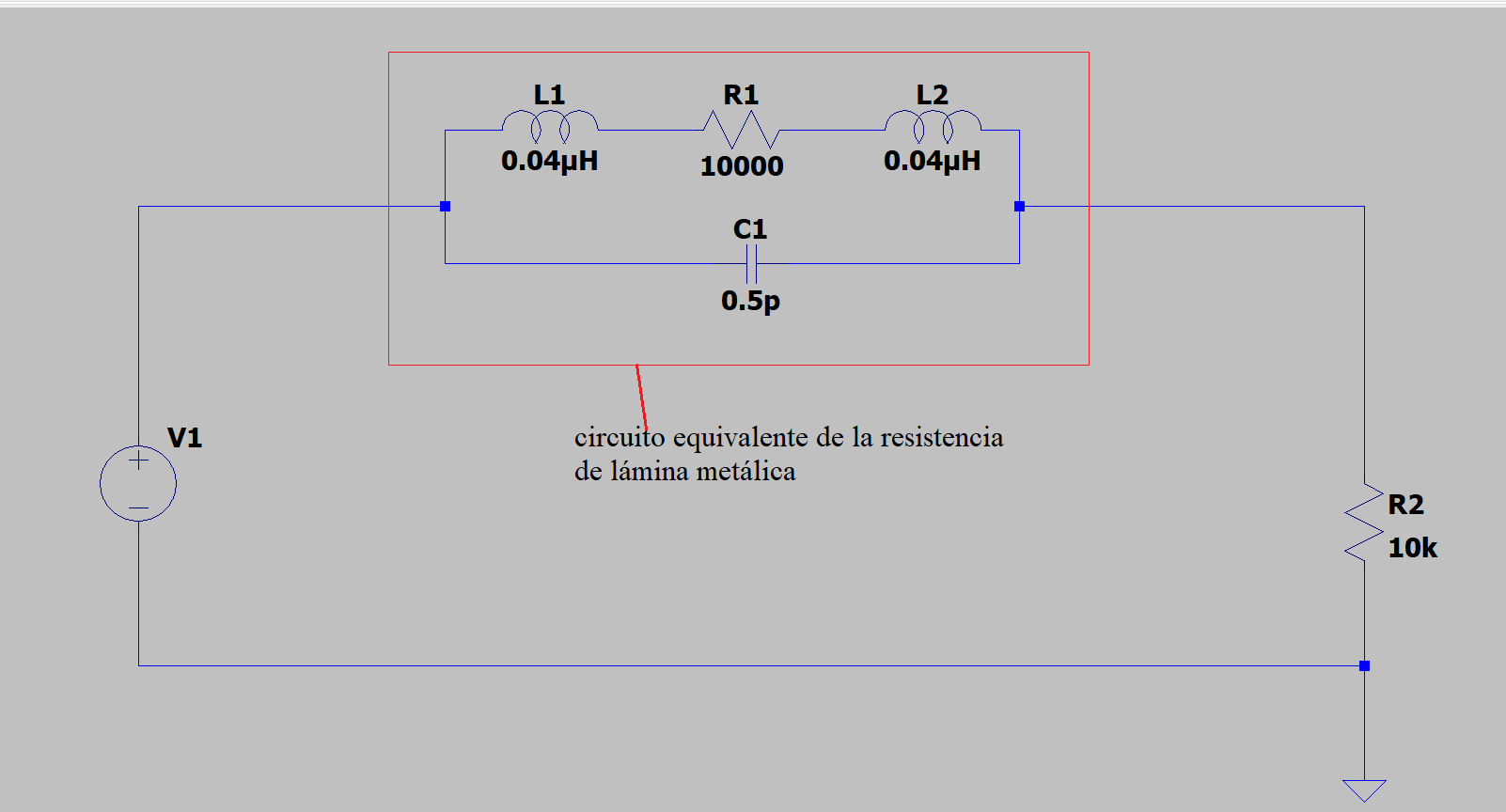

Respuesta del sistema, que es circuito equivalente del resistor de lámina metálica a la aplicación de un escalón de tensión.

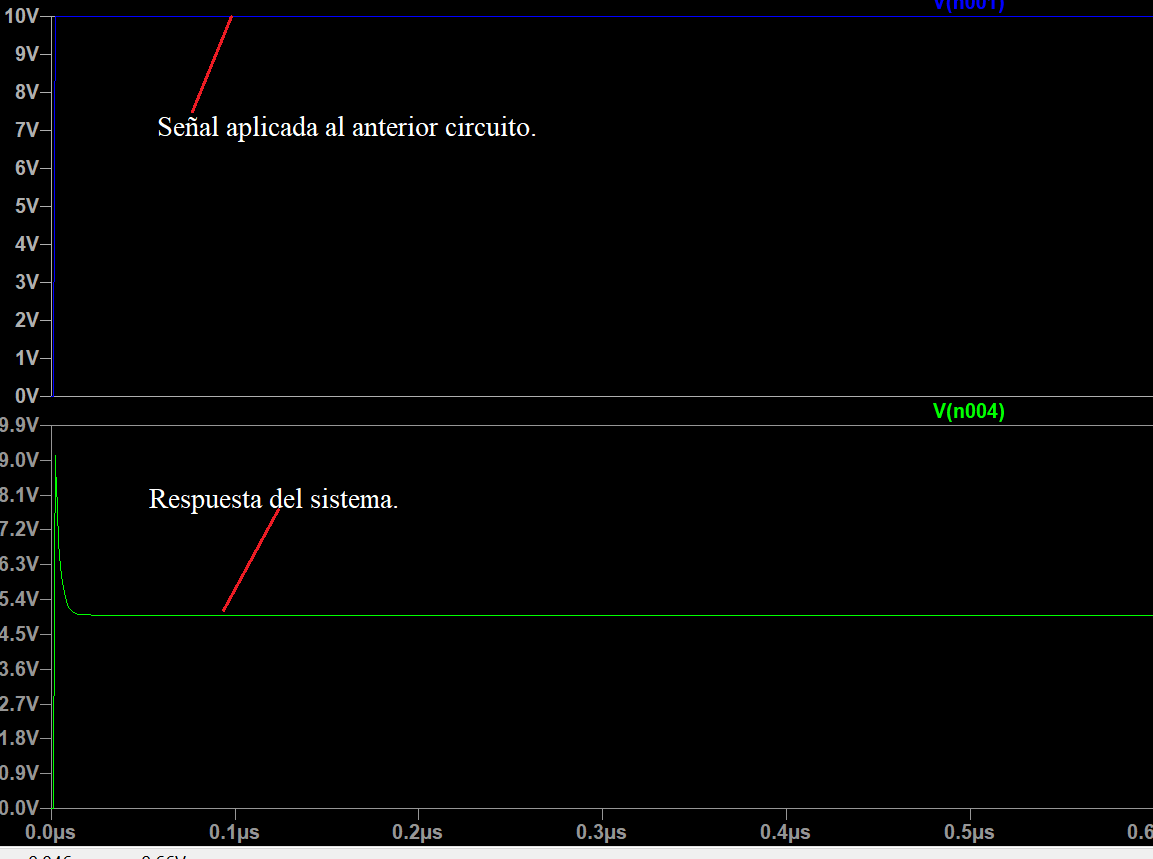

El circuito equivalente de la resistencia de lámina metálica, alcanza el estado estable, en este caso 5 voltios, después de 15 nanosegundos, luego de ser excitado por el escalón de tensión de 10 voltios.

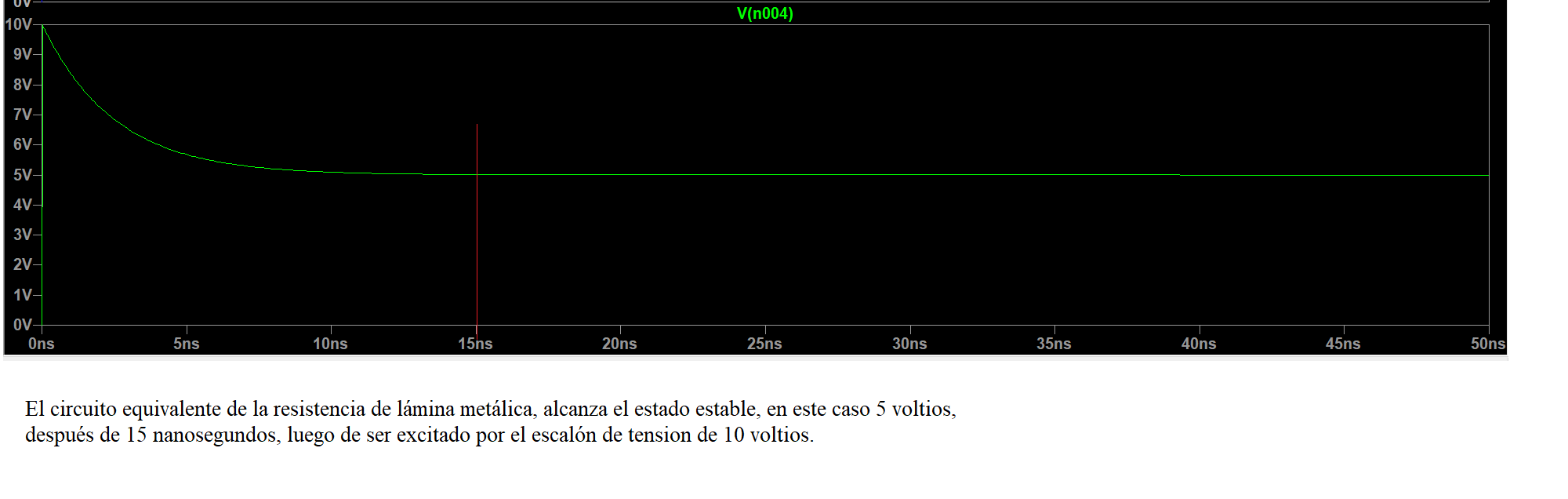

### Coeficiente de temperatura de la resistencia
Este coeficiente (TCR) a una dada temperatura T, se define como
TCR = (R – R0 )/[R0 (T – T0)]
R0, es la resistencia inicial a una temperatura T0 y R es la resistencia del componente a otra temperatura T.
El coeficiente de temperatura de resistencia (TCR) es el cálculo de un cambio relativo de resistencia por grado de cambio de temperatura. Se mide en ppm/°C (1 ppm = 0,0001 %). 
Para resistencias de alta precisión, esta especificación generalmente se expresa en partes por millón (ppm) por grados Celsius, con referencia a la temperatura ambiente normal, generalmente +25 °C.

### Funcionamiento de la resistencia de lámina metálica
El efecto de pegar la lámina metálica a la cerámica, produce un cambio en el coeficiente de temperatura de la resistencia, TCR, y a partir de este fenómeno podemos regular el TCR, por ejemplo en el siguiente dibujo observamos lo que ocurre al cubrir la parte trasera de la cerámica con una capa de plástico epoxi.

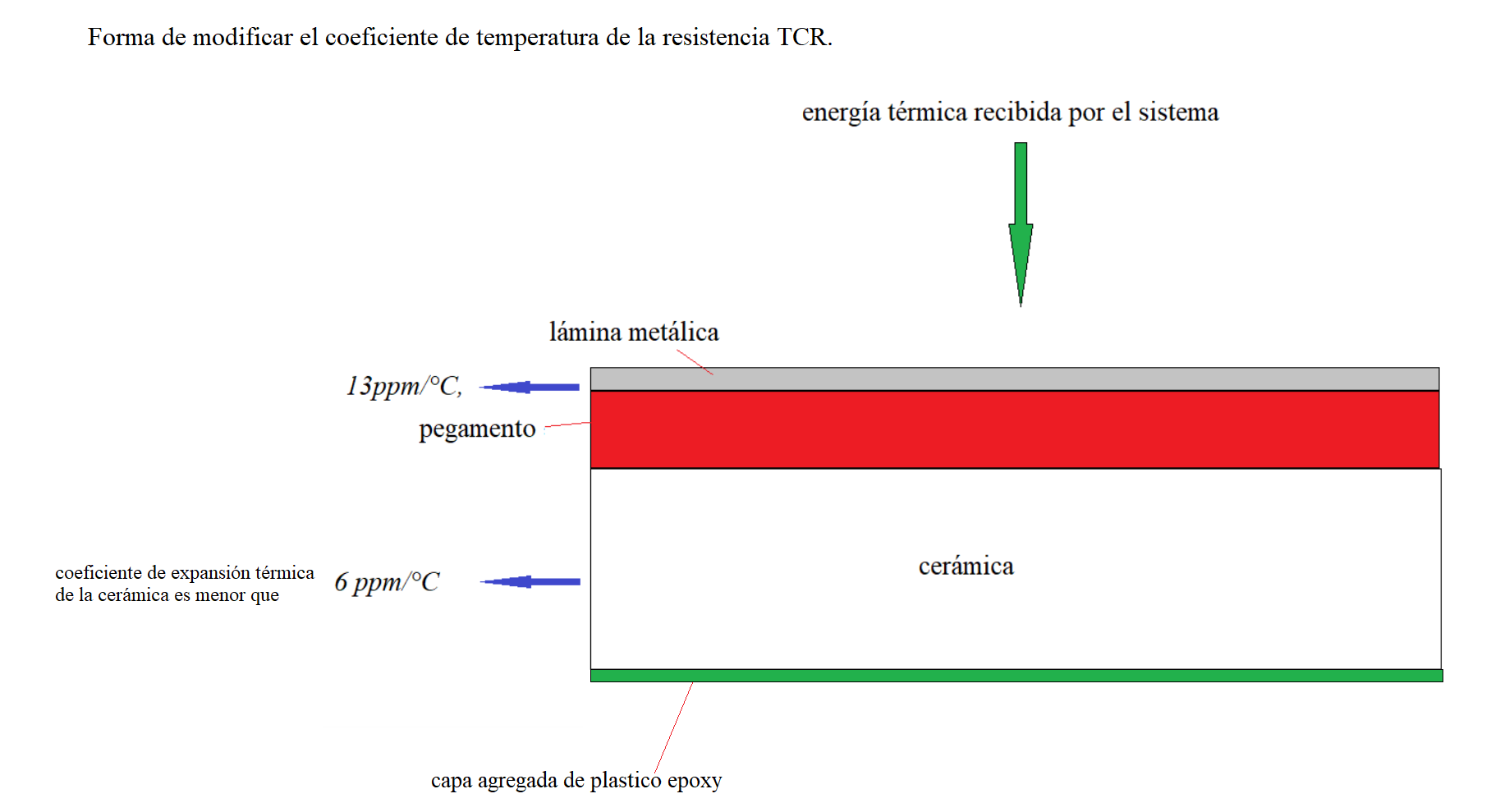

La capa pegada reduce el coeficiente de expansión térmica, a valores menores de 6[ppm/°C], al crear una fuerza que atenúa el movimiento de la estructura de la cerámica y con ello comprime mucho más a la lámina metálica, reduciendo por ende la resistencia eléctrica y produciendo un coeficiente de temperatura de la resistencia negativo.
Los elementos adheridos o en contacto con la cerámica, como los mostrados en la siguiente ilustración, son los utilizados en la fabricación del componente en un tipo del mismo, los terminales de cobre estañado, indicados con el número 3, están soldados a la capa metálica y luego envuelven al componente por la parte trasera y se apoyan en la cerámica, los cuales son fijados  por una capa de plástico epoxi, indicado con el número 1 y eventualmente hay una mancha de alguna sustancia, indicada con el número 2; todos estos elementos producen un cambio errático en el comportamiento de la cerámica y por ende en su influencia en la capa metálica, produciendo efectos no controlados del coeficiente de expansión térmica de la cerámica y con ello el coeficiente de temperatura de la resistencia, esto limita la calidad del componente, fijando un límite del TCR.

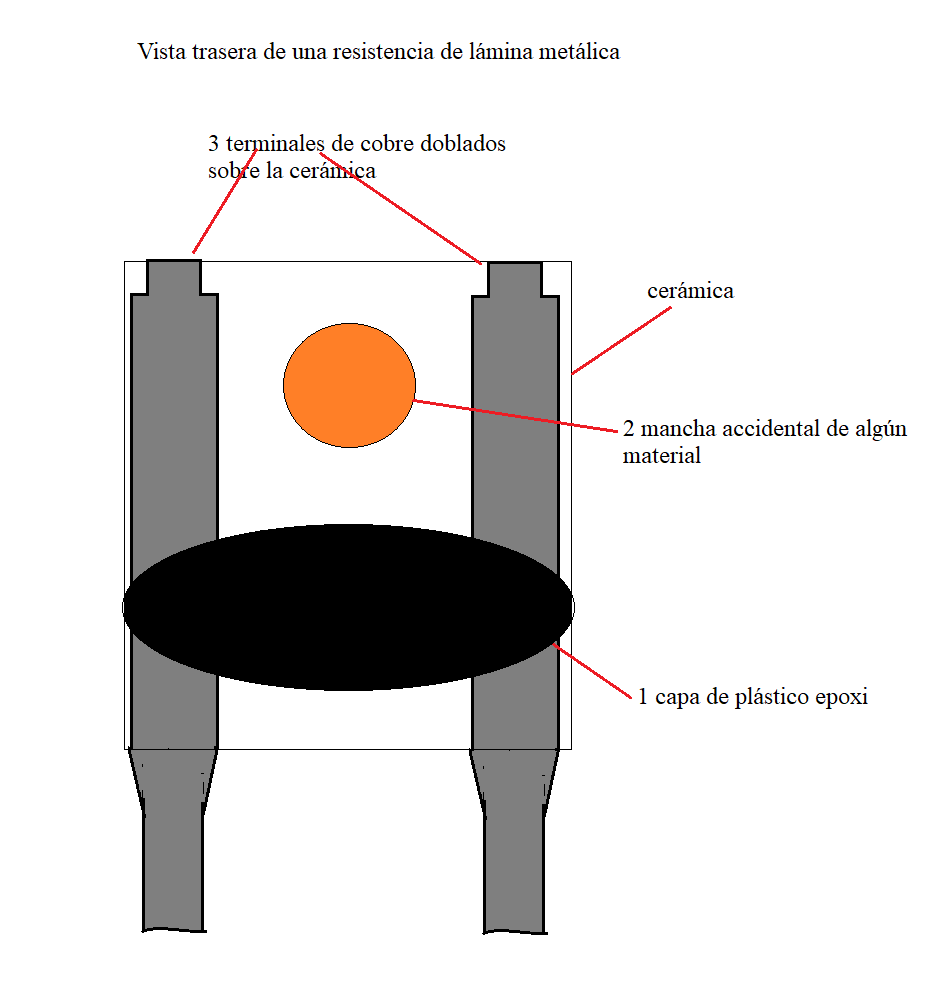

Agregando una capa de una laca, en la superficie de la lámina metálica, como se indica en la siguiente dibujo, expande aún más a la lámina metálica, aumentando su resistencia eléctrica y esto a su vez hace al TCR positivo.

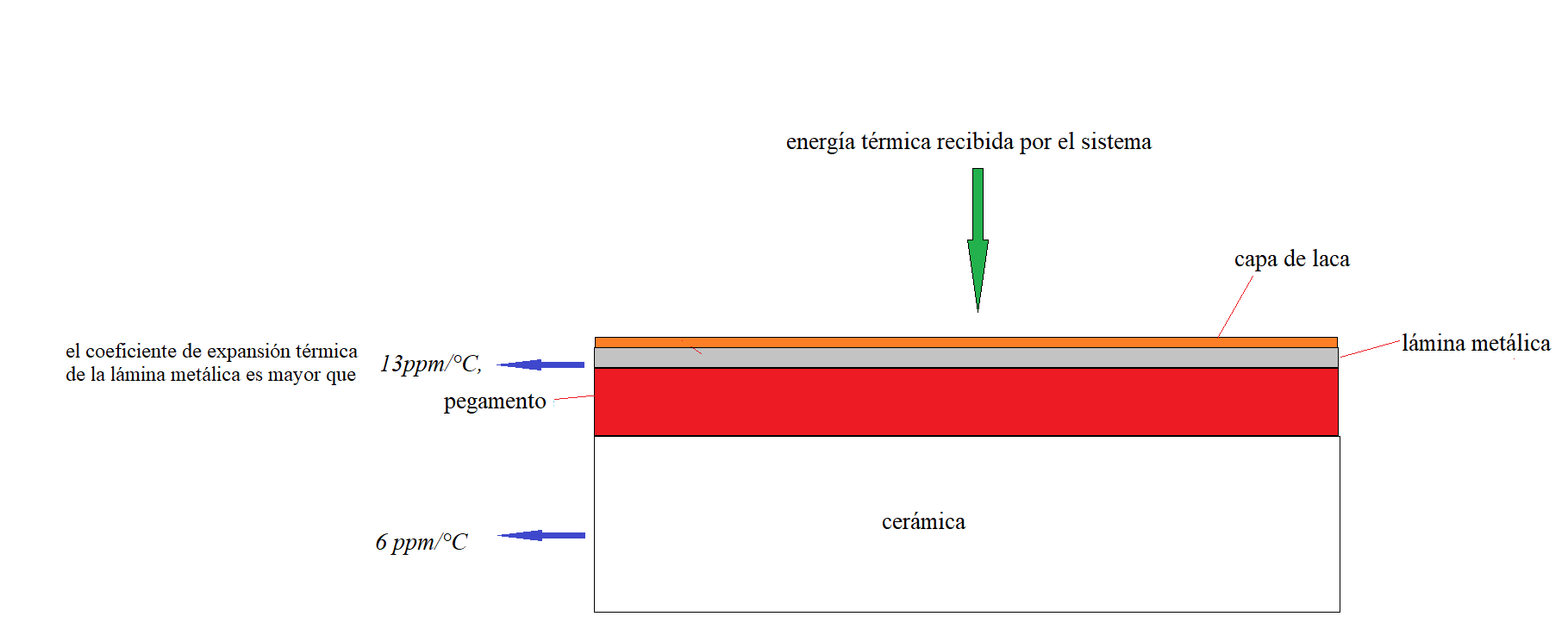

El encapsulamiento de la lámina metálica, puede producir efectos no deseados en el comportamiento del componente, tanto en las sustancias sobre la lámina metálica, como las sustancias sobre la cerámica.
```
Cuando se utiliza esta tecnología en las resistencias de montaje en superficie, SMR, se lleva a este componente a un extremo de influencias físicas, como lo demuestra la siguiente ilustración.
```

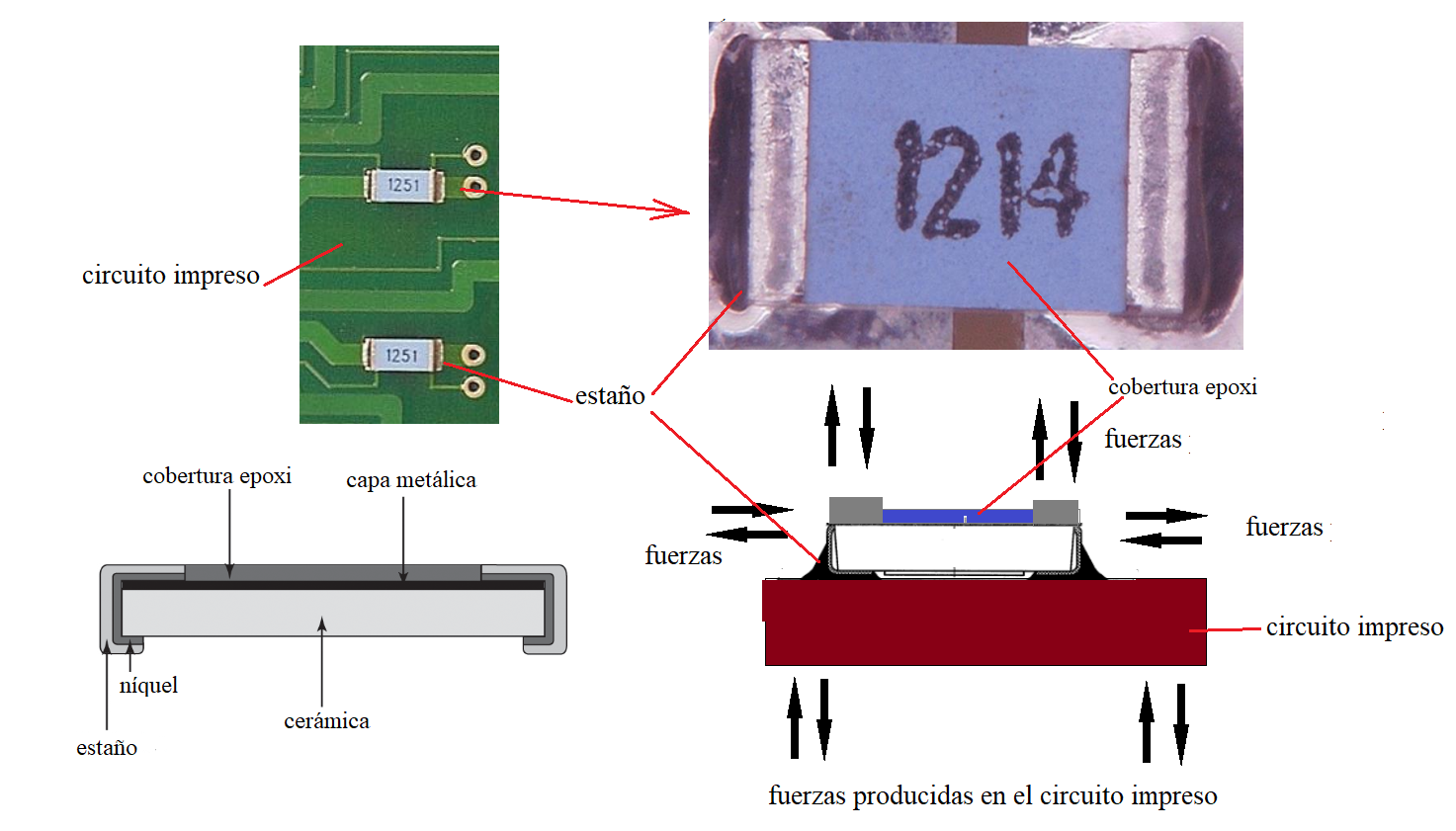

Los efectos físicos más importantes de la última ilustración son en orden de importancia: 
1) fuerzas de deformación introducidas por el circuito impreso, 
2) la cobertura superior, de color celeste, sobre la lámina metálica, 
3) cambios físicos  en el estaño, los cuales introducen componente de fuerza aleatorio.

### Formas de construcción de las resistencias de lámina metálica
Estas resistencias están basadas en la tecnología de galgas extensiométricas y las mismas pueden adoptar distintas formas de construcción, como se muestra en el siguientes dibujos.

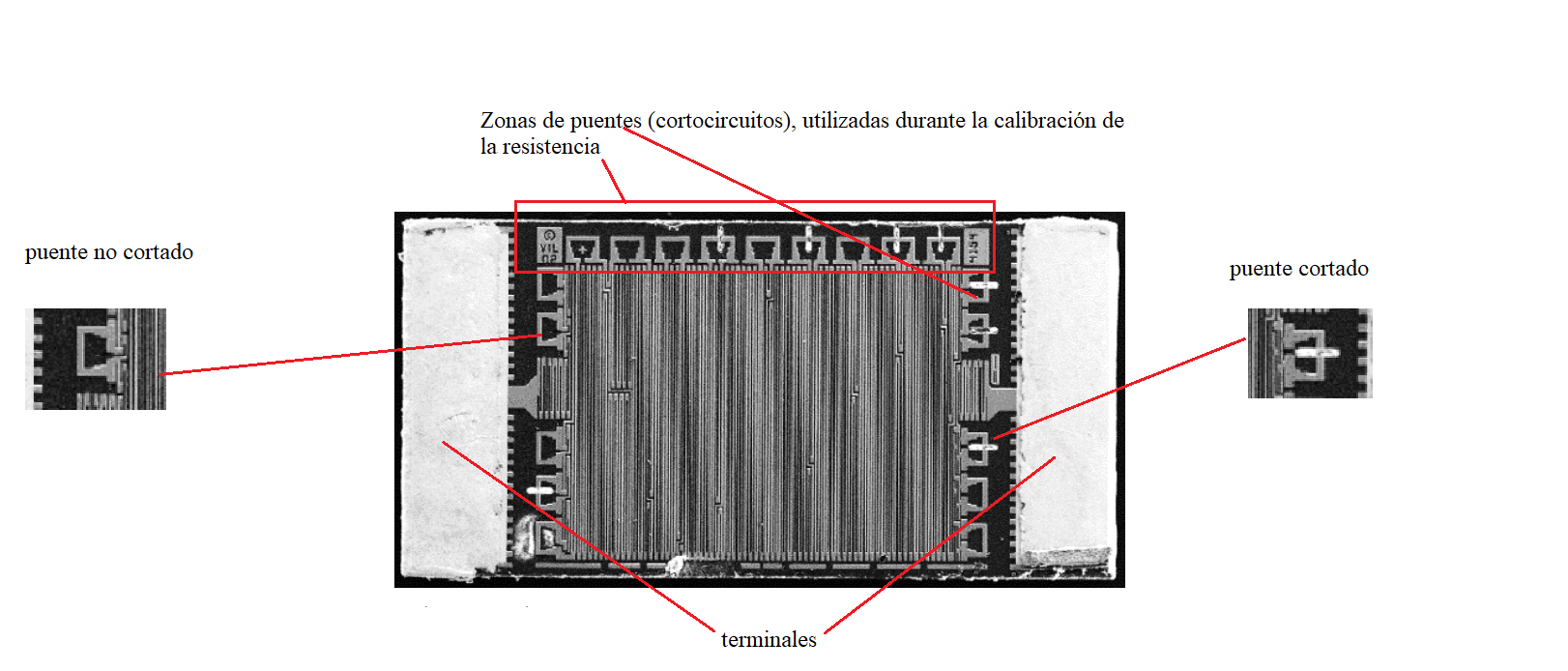

### Fabricación de las resistencias de lámina metálica
Esta tecnología que posee muchos años, se remonta a la fabricación del medidor de tensión de lámina metálica o galga extensométrica.
Este proceso comienza con la ingeniería, que debe tener en cuenta, el tipo de componente, ya que se puede realizar en diferentes formatos, el valor de la resistencia y las tolerancias. 
Se dibuja la resistencia basándose siempre en los principios de Joseph Szware, creador del modelo básico, por ejemplo como el indicado a continuación.

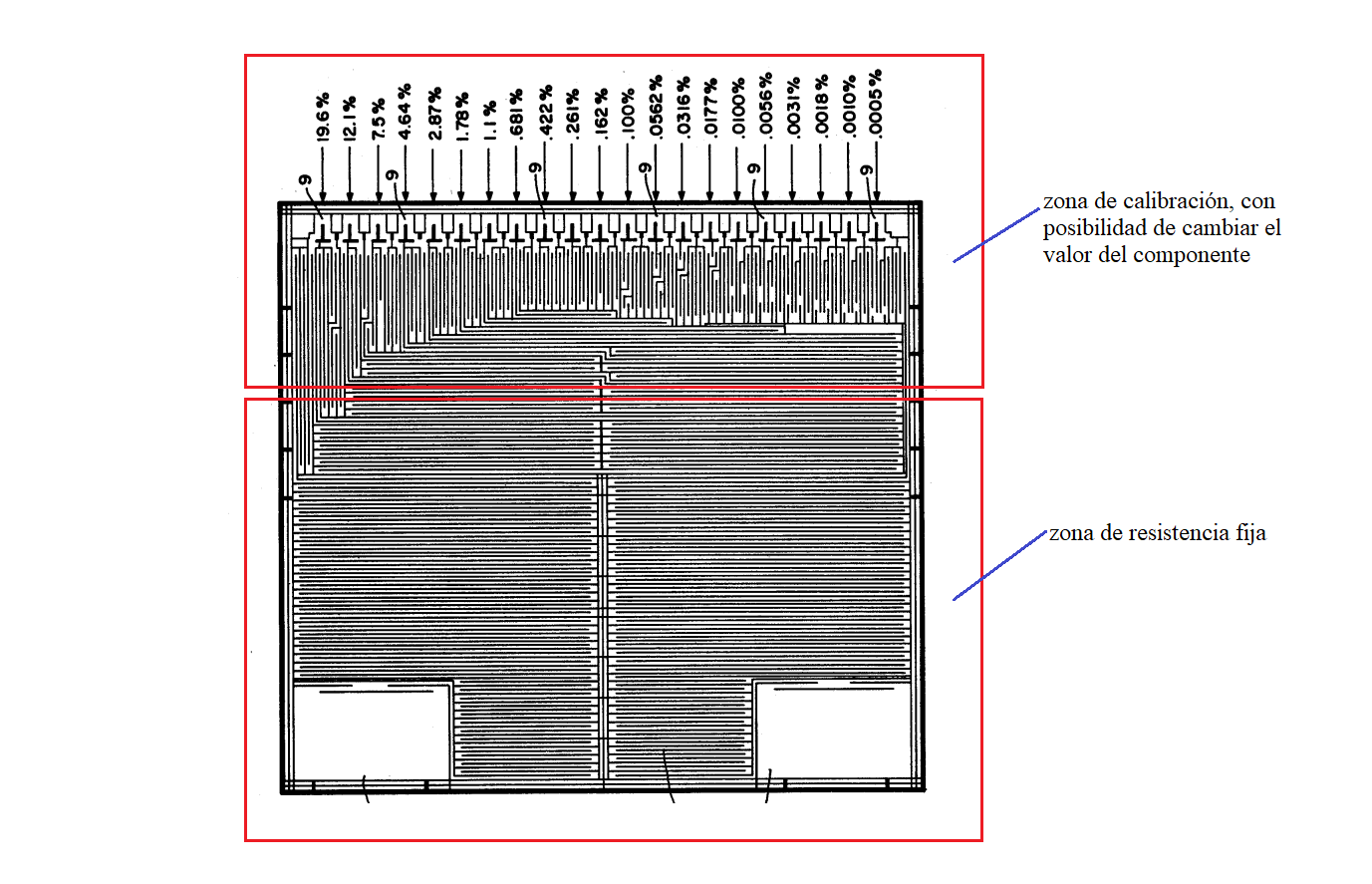
Principios de Joseph Szware, con las diferentes zonas de la resistencia.

## Diseño del  componente
El proceso de fabricación de la resistencia de lámina metálica, comienza en la ingeniería del diseño de este componente , con un método denominado CAD, como se muestra a continuación.
La siguiente ilustración representa los primeros pasos a realizar, el primer dibujo creado,  sería el dibujo patrón que se transfiere a una foto mascara 1 (photomask 1), luego como se deben crear una multitud de componentes en una oblea, se genera mediante la reducción óptica a una foto máscara 2 y a continuación se puede transferir a la aleación de níquel-cromo solamente o a la aleación de níquel-cromo ya pegada a la cerámica, pudiéndose definir varios caminos de producción, como se verá. 
Todos estos caminos confluyen a la última ilustración debida a Kazuo Horii y Kazuo Ohya, indicado como Fig. 2, una cerámica que tiene pegada una aleación de níquel-cromo denominada Evanohm S.
El primer paso a realizar en ingeniería, es el diseño del componente donde se establece las dimensiones geométricas del componente, el valor de la resistencia y su tolerancia.
Antiguamente, el dibujo se realizaba en una mesa iluminada de abajo y la operadora abría o cortaba las líneas, extrayendo el plástico rojo, luego por medio de un método fotográfico, se transfería el dibujo a una foto máscara (photomask 1).
El siguiente dibujo representa en forma conceptual el proceso de creación de la imagen de la resistencia patrón por medio de un dibujo y su transferencia a una foto máscara 1, luego la misma se transfiere por medio de un sistema óptico reductor a otra foto máscara 2, con las dimensiones a su escala natural, creándose una multitud de elementos, por medio del movimiento x-y de un sistema mecánico, similar al indicado.

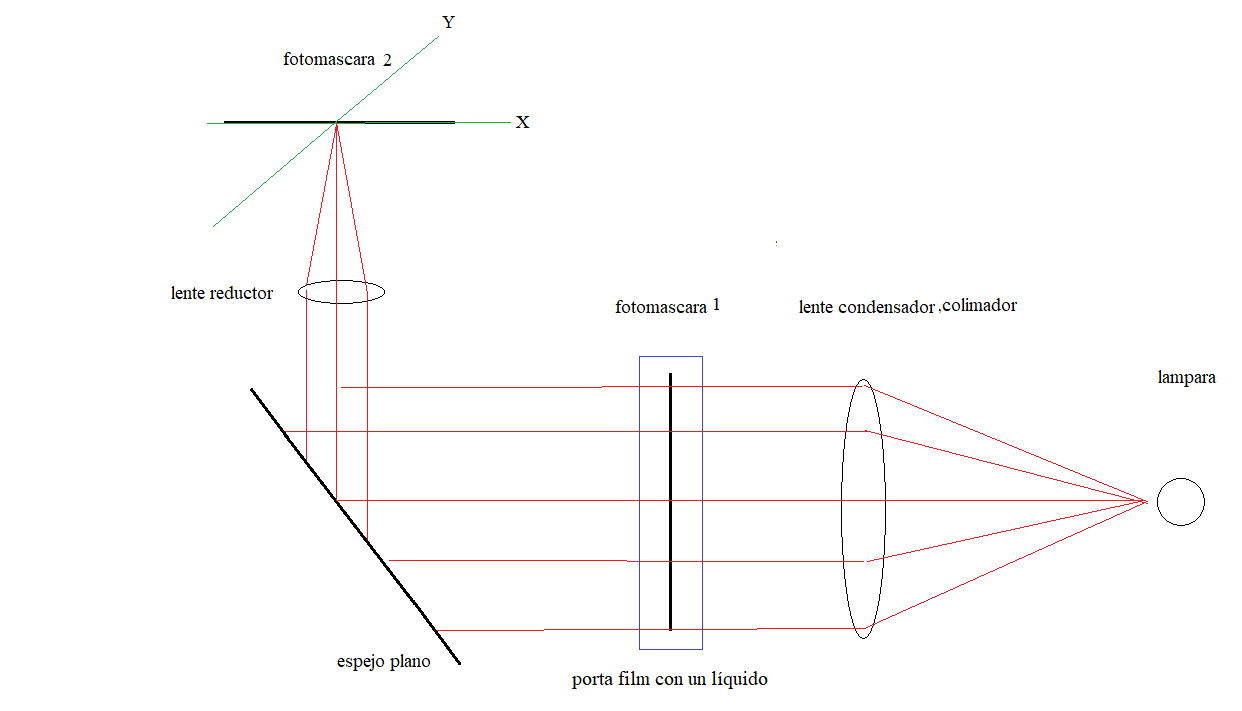

El siguiente dibujo representa un sistema óptico-mecánico, para la creación a partir de la foto máscara 1 una foto máscara 2, con las imágenes de los resistores reducidos a una escala natural y multiplicados, esta foto máscara 2, servirá luego para llevar la imagen a la aleación, por un medio fotolitográfico, que utiliza luz ultravioleta.

## Tratamiento térmico de la aleación de níquel-cromo, Evanohm S.
Estas se fabrican de la siguiente manera: 
Una lámina de una aleación de Ni-Cr , o una aleación similar, con un espesor de 2-8 µm se pega o no, a un sustrato sólido de cerámica o vidrio después de someterse a un tratamiento térmico para ajustar su coeficiente de temperatura de resistencia (TCR) a un valor apropiado.
El proceso de tratamiento térmico de metales se utiliza para mejorar las propiedades generales de los metales necesarios para su uso futuro. Tales propiedades del metal pueden incluir tenacidad, dureza, ductilidad, maquinabilidad, estructura de grano refinado, eliminación de tensiones residuales y en este caso, el coeficiente de temperatura de resistencia (TCR), el cual se ajusta a un valor apropiado .
El ajuste del TCR para compensar las variaciones de resistencia debidas a los efectos térmicos se realiza mediante tratamiento térmico de la lámina metálica. La aleación de níquel-cromo, llamada Evanohm S, puede tener su TCR ajustado, en el rango de aproximadamente 100 a -20 [ppm/°C], durante la etapa de fabricación, mediante tratamiento térmico, en el rango de temperatura de 400 °C, dando como resultado un gráfico como el que se muestra a continuación, resultando de un tratamiento térmico de 2 horas.[cita requerida]TCR en función de la temperatura. (The electrical characteristics of a nickel-chromium-aluminium-copper resistance wire).

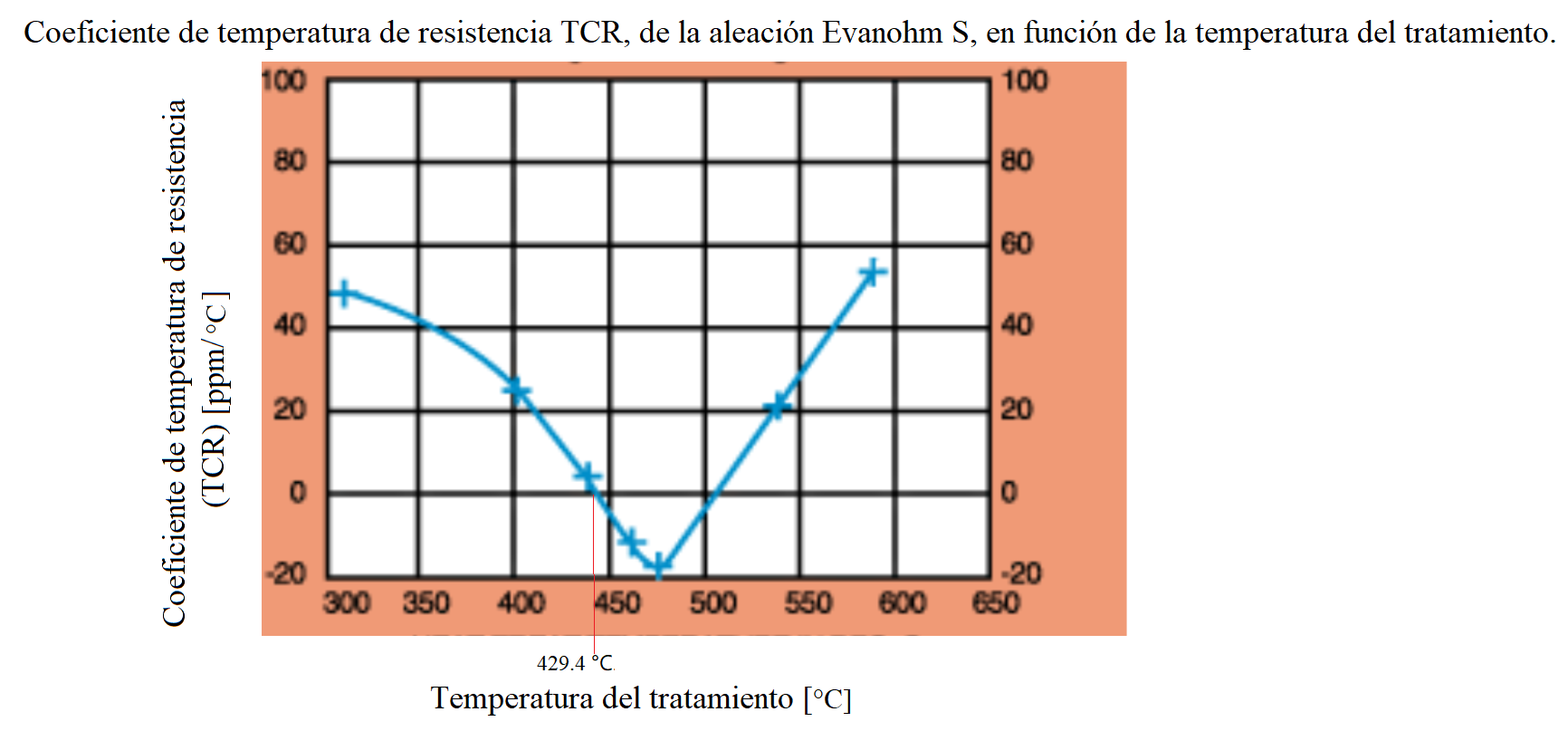

Efecto del tiempo en el cambio de la resistencia y del coeficiente de temperatura de la resistencia, TCR del Evanohm calentado a una temperatura de 565[°C], el cual resulta un mínimo  ΔR/R, para 2 horas de tratamiento, indicado con la línea vertical roja.
TCR en función del tiempo.

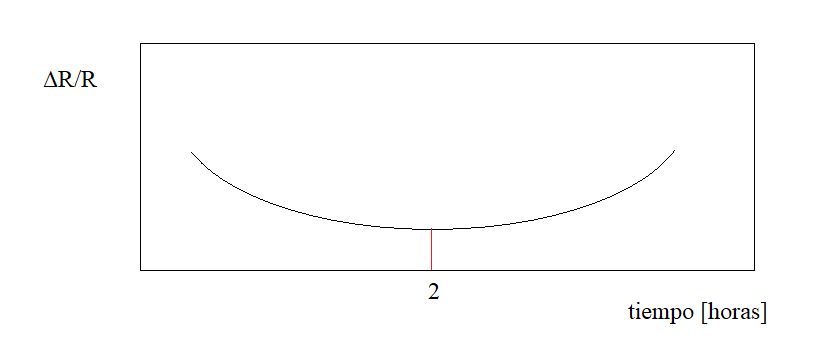

Starr, C. Dean; Wang, T.P. (1957). The electrical characteristics of a nickel-chromium-aluminium-copper resistance wire.
Combinando los gráficos TCR en función de la temperatura y TCR en función del tiempo de calentamient , llegamos a un gráfico de temperatura en función del tiempo como el que se indica a continuación.
Procesos a realizar en el horno, para calentar la lámina metálica Evanohm S, para modificar su TCR, temperatura coeficiente de temperatura. 

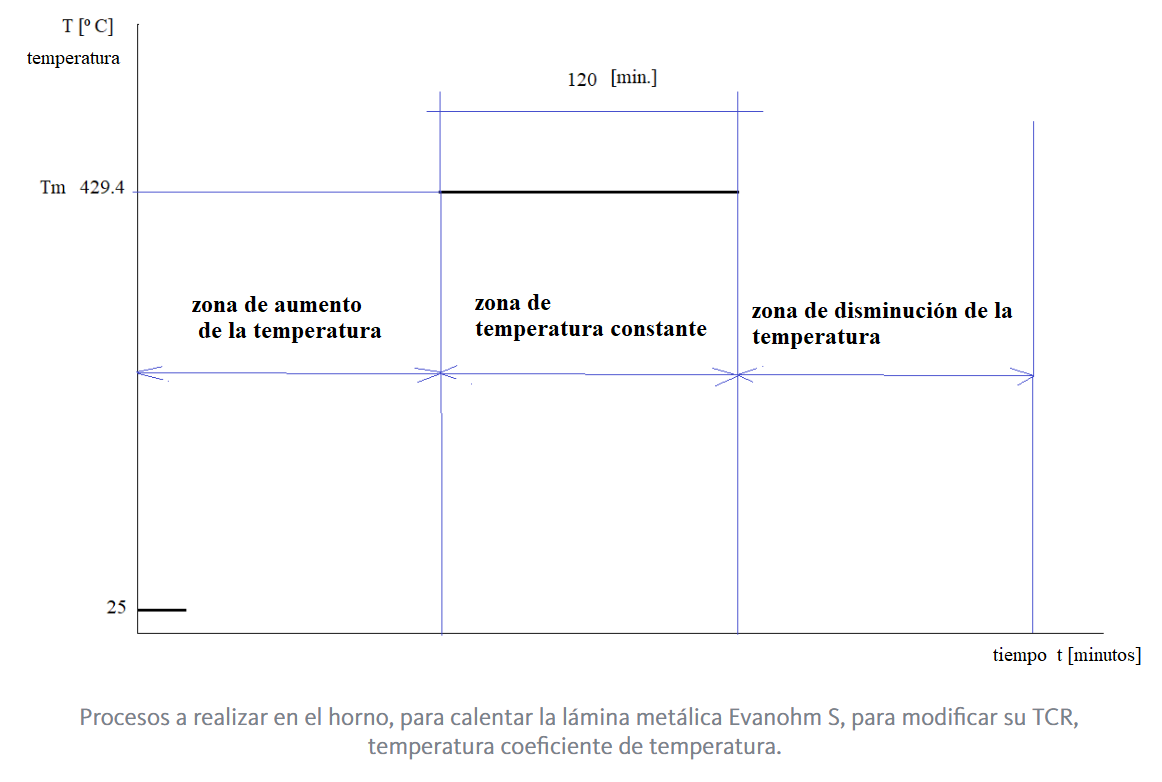

En el diagrama anterior se define la temperatura máxima Tm = 429.4 [⁰C], a la que se somete a la aleación durante el tratamiento térmico, este valor junto con otros parámetros puede cambiar algo durante la producción del componente.
Ya está definido en el gráfico anterior, unos valores de temperatura y tiempo, la zona de aumento de temperatura, la zona de temperatura constante y la zona de descenso de temperatura. En la zona de aumento de temperatura debe incluirse el proceso de disminución de la presión del horno.
Según Kazuo Horii, Kazuo Ohya, Matuo Zama e Hiroyuki Takashina, presentan una descripción de un proceso para la fabricación de la resistencia de lámina metálica, con fecha del 16 de julio de 1974, Patente de los Estados Unidos 3.824.521, denominada Resistor, la temperatura La pendiente de subida debe ser m=9,6 [°C/min] , este valor podría cambiar durante la producción de la resistencia de lámina metálica.
Se encontró que cuando el tratamiento térmico se llevó a cabo al aire, la hoja de metal se empañaba ligeramente por oxidación. Algunas muestras fueron tratadas térmicamente en un vacío parcial con la esperanza de evitar la oxidación, se utilizó una bomba mecánica como la que se muestra en la siguiente foto, que produciría un grado de vacío promedio entre 10^-2 a 10^-4 [Torr] , el tiempo de trabajo puede variar entre 6 y 15 minutos .
En estas condiciones ya podemos añadir al gráfico  "Procesos a realizar en el horno, para calentar la lámina metálica Evanohm S, para modificar su TCR, temperatura coeficiente de temperatura. 1", el apartado siguiente,
Lo cual quedará como se indica, el lector podrá notar que ya se ha agregado una línea punteada de incremento de temperatura de m=9.6 [⁰ C/min.].
La temperatura del tratamiento térmico, el tiempo de retención y la velocidad de calentamiento y enfriamiento son algunos de los parámetros que afectan los procesos de tratamiento térmico y se conocen comúnmente como variables del proceso de tratamiento térmico. La magnitud requerida de estas variables depende de la composición química, el tamaño y la forma del objeto y las propiedades finales deseadas en la aleación de lámina metálica. Por lo general, la lámina metálica a tratar térmicamente se introduce en un horno de tratamiento térmico, en este caso se trata de un sistema especial que contiene una cámara de vacío, a temperatura ambiente. A continuación, este horno se calienta hasta una temperatura predeterminada. La tasa promedio de calentamiento es el incremento total de temperatura dividido por el tiempo total empleado. La tasa de calentamiento también se puede calcular para varias etapas considerando rangos de temperatura apropiados. Si el calentamiento se realiza a una velocidad constante, la relación temperatura-tiempo se representa mediante una línea recta como la AB de la siguiente figura.
Para minimizar el problema de crecimiento de oxidación o de grano, se utilizan dos etapas de tratamiento térmico, variando la forma de aumento de temperatura en función del tiempo. En la primera etapa, la lámina metálica se calienta a una temperatura hasta la cual no se produce oxidación ni crecimiento de grano apreciable. Luego, en la siguiente etapa, la lámina se somete al segundo tratamiento a la temperatura de tratamiento térmico. Esta práctica reduce los problemas mencionados anteriormente. La relación temperatura-tiempo para un ciclo de calentamiento de este tipo se muestra en la siguiente figura.

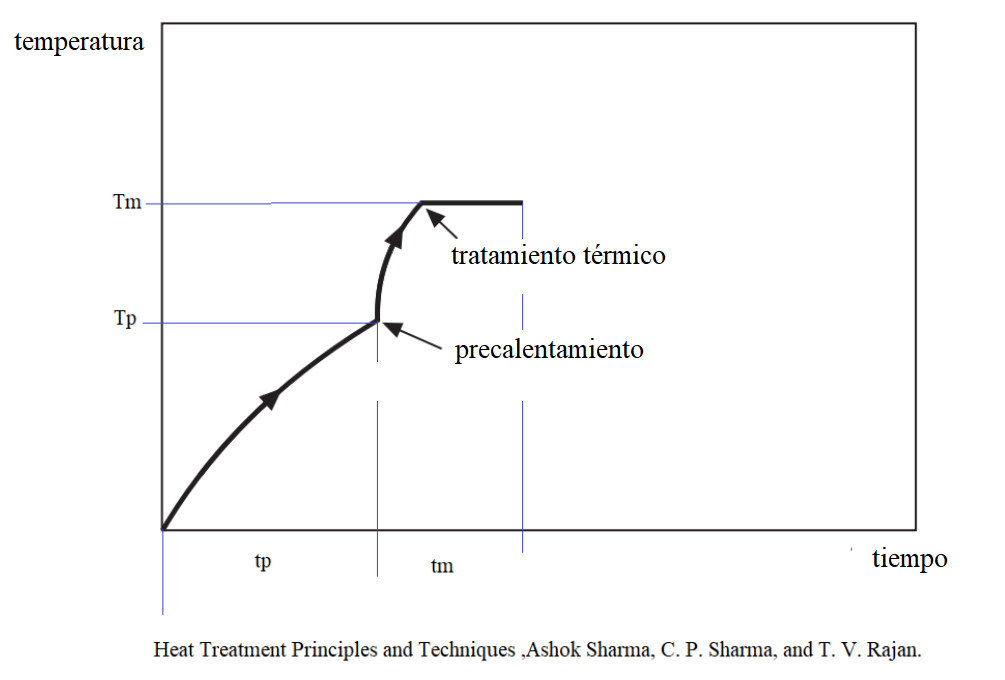

Velocidad del tratamiento térmico de la lámina metálica.
Un tratamiento térmico, en el sentido amplio de la palabra, se refiere al calentamiento y enfriamiento de metales en estado sólido, para modificar sus propiedades mecánicas, su estructura metalográfica o eliminar tensiones residuales. 
En el curso del tratamiento térmico de la lámina metálica, las propiedades mecánicas pueden verse modificadas por el efecto de variar la velocidad de calentamiento o la velocidad de enfriamiento de la perturbación, si este parámetro de velocidad no es correcto, pueden ocurrir efectos negativos. en su comportamiento y esto es muy importante.
Recordando que esta es una etapa inicial que forma parte de una sucesión de tratamientos en la fabricación de la resistencia, los siguientes procedimientos, que son muchos, someten al material a cambios físicos y químicos.
Usando los valores prácticos de la metalurgia de aleaciones, resulta:
La temperatura de precalentamiento Tp debe estar entre el 24 % y el 28 % de la máxima, siendo el valor máximo Tp = 120,12 [⁰C], de la temperatura máxima Tm = 429,4 [⁰C], con un tiempo tp , entre 30 [min] 40 [min], tomando el valor medio de tp =35 [min] . Según estos resultados, a m= 4,2[⁰ C/min.] , un valor ligeramente inferior al valor de Kazuo Horii de m=9,6 [⁰ C/min.].
Finalmente combinando todos los datos se llega al siguiente gráfico.

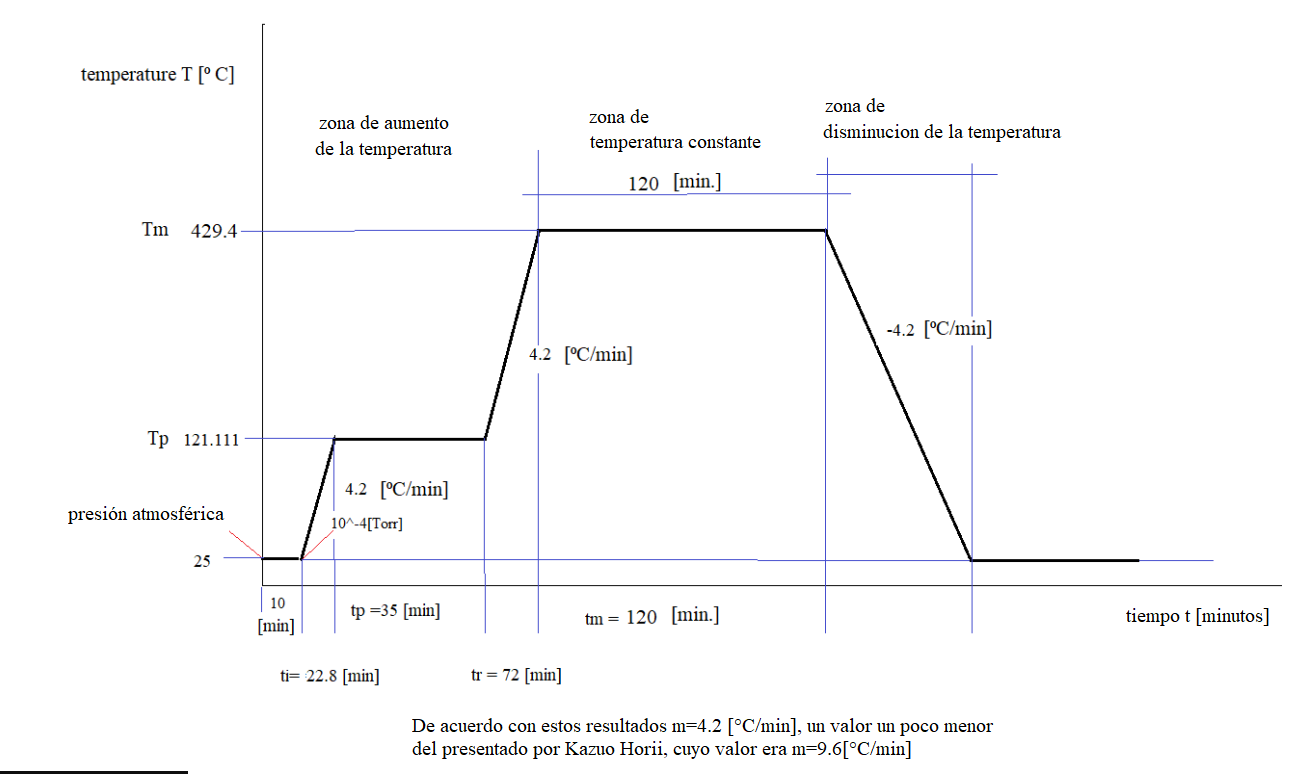

Gráfico de la temperatura en función del tiempo.

## Proceso de fotolitografía
A continuación, se deposita una resina fotosensible sobre la lámina mediante procesos microelectrónicos, similares a la tecnología de proceso de circuito integrado, como se ilustra a continuación.

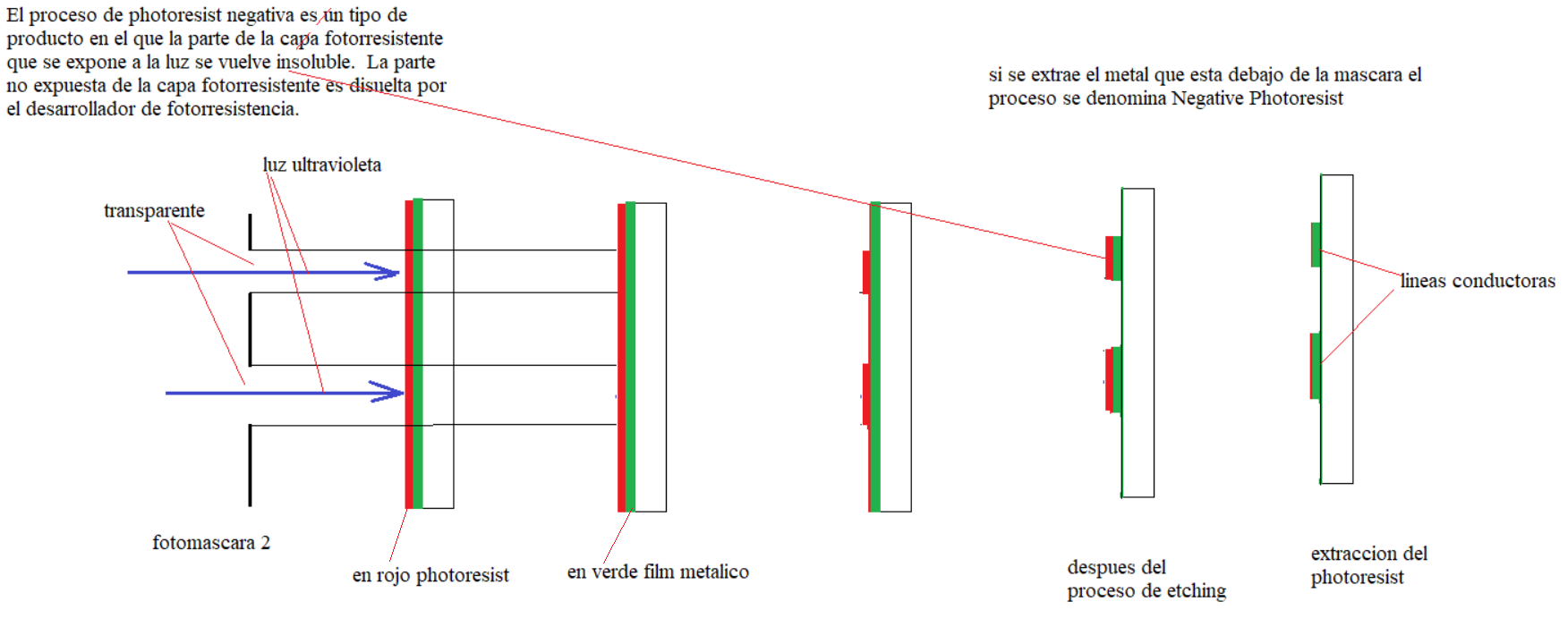

La resina fotosensible se expone (fotolitografía) a través de una máscara fotográfica (photomask) que representa el diseño del circuito de resistencia, que se asemeja a una serie de filamentos en bucle. Las áreas no expuestas se lavan, dejando intactas las áreas expuestas, formando un patrón de líneas sobre la lámina. 
Las áreas de la lámina no protegidas por la máscara fotorresistente se graban mediante procesos electrolíticos o químicos (etching), reproduciendo el diseño de la máscara. Este paso crea cientos de filamentos resistivos en serie o en paralelo de manera que la resistencia del circuito alcanza el valor deseado. 
Dichos elementos de resistencia generalmente se producen en una matriz de varios cientos en una oblea. El siguiente paso del proceso es separar las obleas. El anterior proceso se denomina fotoresist negativo (negative photoresist). Para completar la resistencia, los cables se sueldan a cada extremo del circuito resistivo en la oblea. Las resistencias de lámina generalmente se calibran en incrementos discretos.

### Grabado mediante procesos electrolíticos o químicos (etching)
El electropulido (EP), también conocido como pulido electroquímico, pulido anódico o pulido electrolítico, es un proceso de acabado que elimina material de un metal o aleación basado en un proceso de disolución anódica, en el que el material se elimina ion por ion de la superficie de la pieza de trabajo.
El fenómeno de pulido se caracteriza por la eliminación de la rugosidad, la ausencia de ataque cristalográfico y de límite de grano, y da como resultado la producción de superficies lisas y brillantes. Por lo general, la pieza de trabajo, en esta caso la lámina de metal, de una aleación de níquel cromo, se sumerge en un baño de electrolito a temperatura controlada y sirve como ánodo; está conectado a la polaridad positiva de una fuente de alimentación, donde la polaridad negativa está unida al cátodo, de acero. La corriente pasa del ánodo, donde el metal de la superficie se disuelve en el electrolito, al cátodo.
En la superficie del cátodo se produce una reacción de reducción que normalmente produce hidrógeno. El electrolito crucial es normalmente un medio ácido concentrado que tiene una alta viscosidad, como el ácido fosfórico, el ácido sulfúrico y sus mezclas o en soluciones de ácido perclórico-ácido acético.
El siguiente dibujo refleja en forma muy esquemática este proceso.

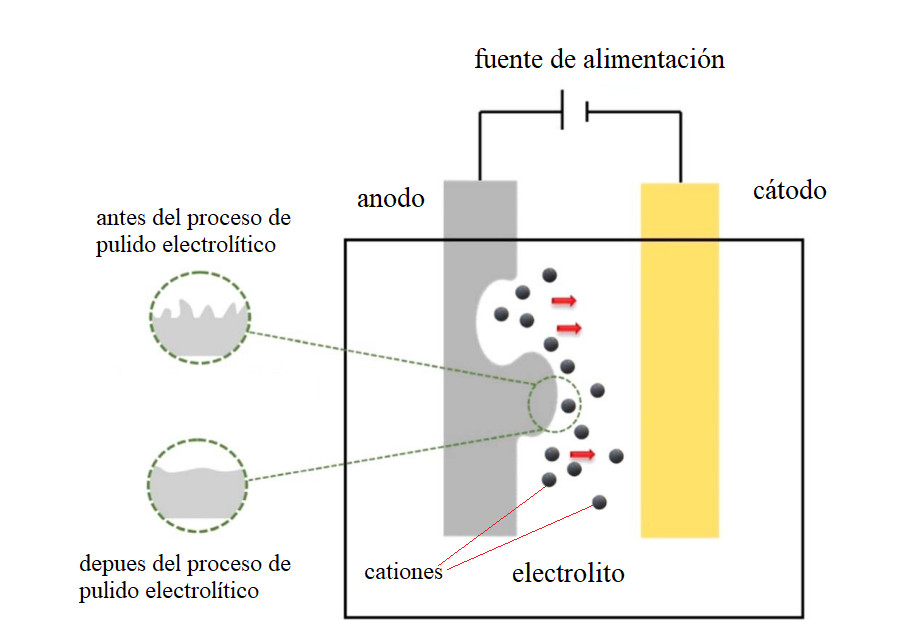

Un proceso para grabar, etching, una película o lámina delgada de un material resistivo eléctricamente conductor, preferiblemente una aleación que comprenda predominantemente níquel y cromo, dibujado esquemáticamente a continuación.

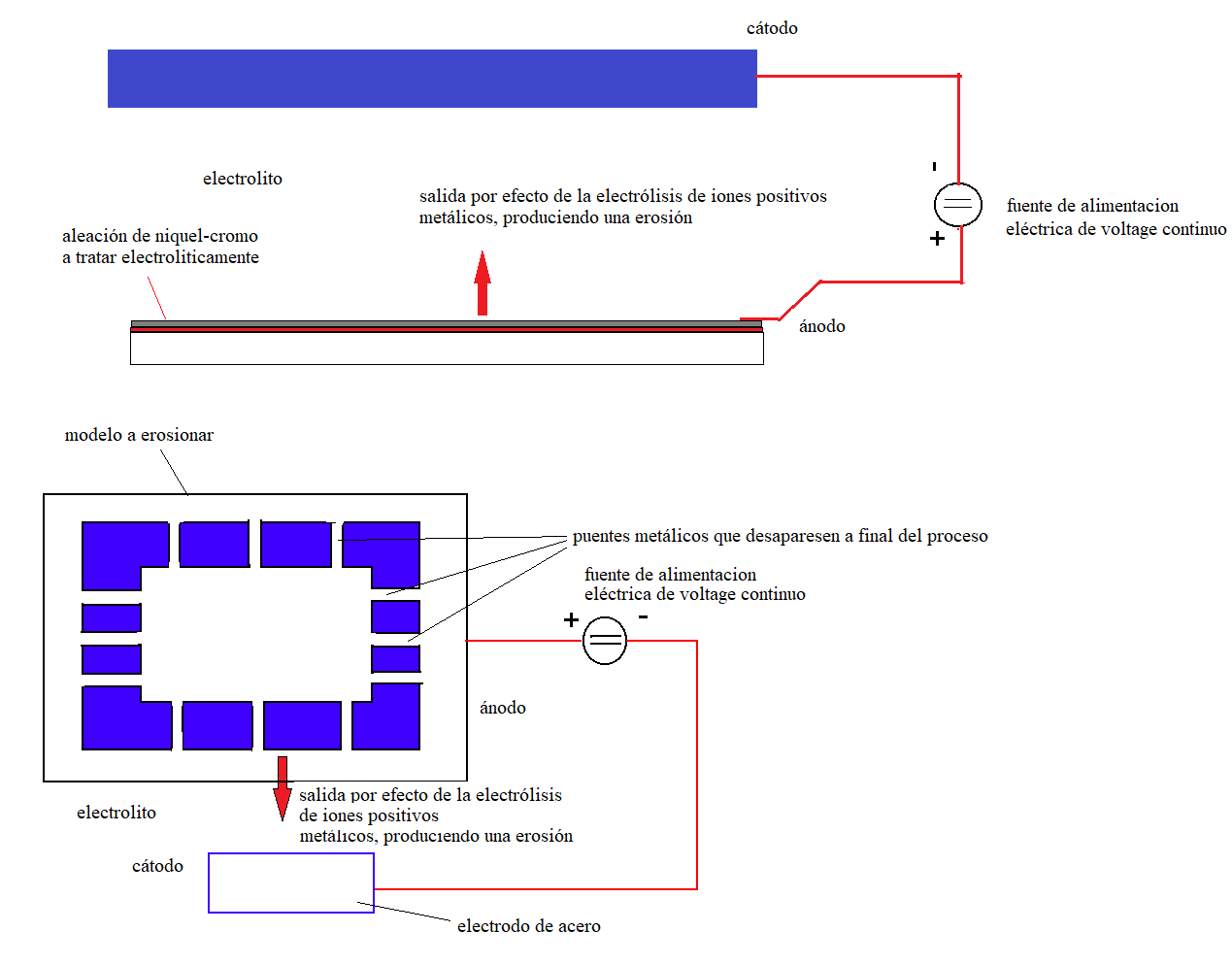

En este último dibujo, el modelo a erosionar, está formado por figuras de color azul, que es el metal que queremos que no desaparezca después del proceso electrolítico y que esta cubierto por una capa de protección, en azul y las zonas blancas, que es el metal sin protección y como este esta conectado al polo positivo de la fuente, luego desaparece.
La pasivación es la formación de una película relativamente inerte sobre la superficie del metal, que anula la acción de agentes externos, la película pasivante no permite que estos puedan interactuar, de tal manera que la reacción química o electroquímica se ve atenuada.[cita requerida]
La meseta de Jacquet en la característica de la curvaI.V.
La figura reporta una característica I-V típica para el electropulido de cobre, este caso a modo de ejemplo usamos cobre, en una solución de ácido ortofosfórico en el caso de electrodos de caras planas y paralelas, con efectos insignificantes en los bordes. 

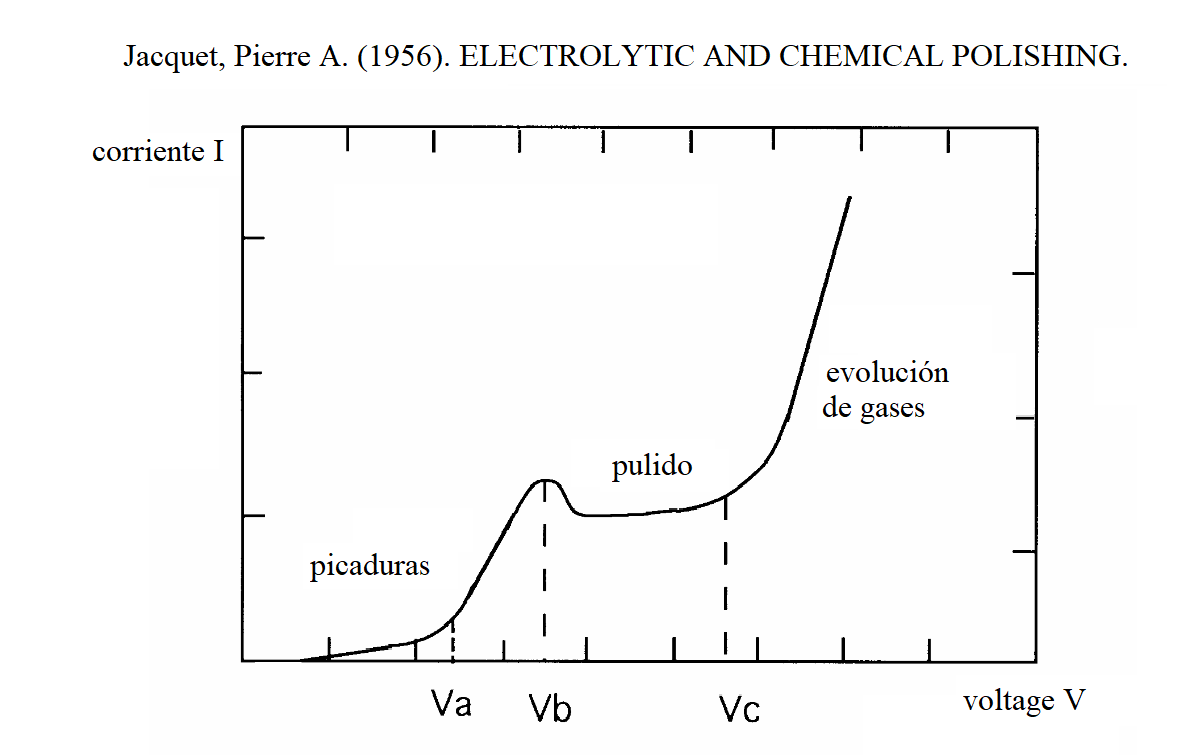

Sobre la sección Va y Vb la corriente aumenta como una función lineal del voltaje.La disolución del cobre ocurre con una velocidad demasiado baja. El proceso va acompañado de la evolución de las burbujas de oxígeno que se adhieren al ánodo y promueven las picaduras locales en la superficie de cobre. 
En el siguiente dibujo, se presenta una resistencia típica producida de acuerdo a este método. La resistencia  se forma a partir de una lámina metálica  mediante un proceso de mecanizado electroquímico. La lámina  está fijada al sustrato o cerámica , la cerámica, incluye un par de terminales de conexión y un par de conductores eléctricos  que se conectan al circuito externo. 

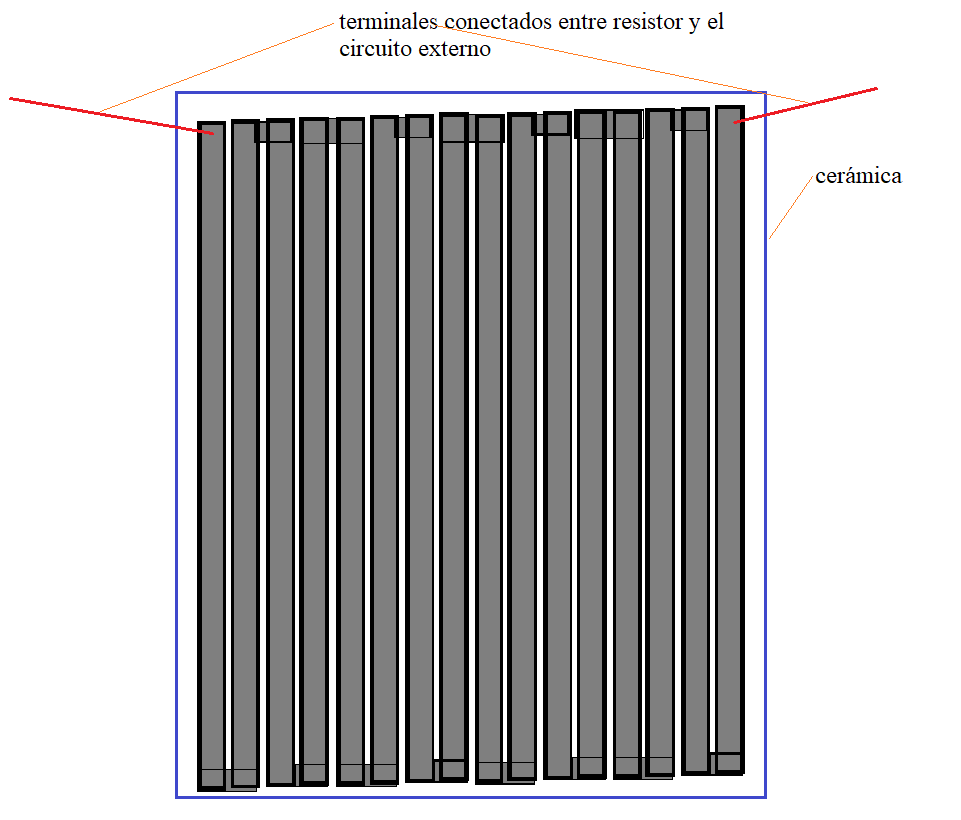

Al sistema, del siguiente dibujo, se lo amplio con elementos tecnológicos más explícitos, solo habría que agregar un sistema que controle la temperatura del líquido electrolítico, mediante el uso de una resistencia de calefacción, una espiral en el borde del baño, por donde circule agua a una temperatura constante y un controlador de temperatura.

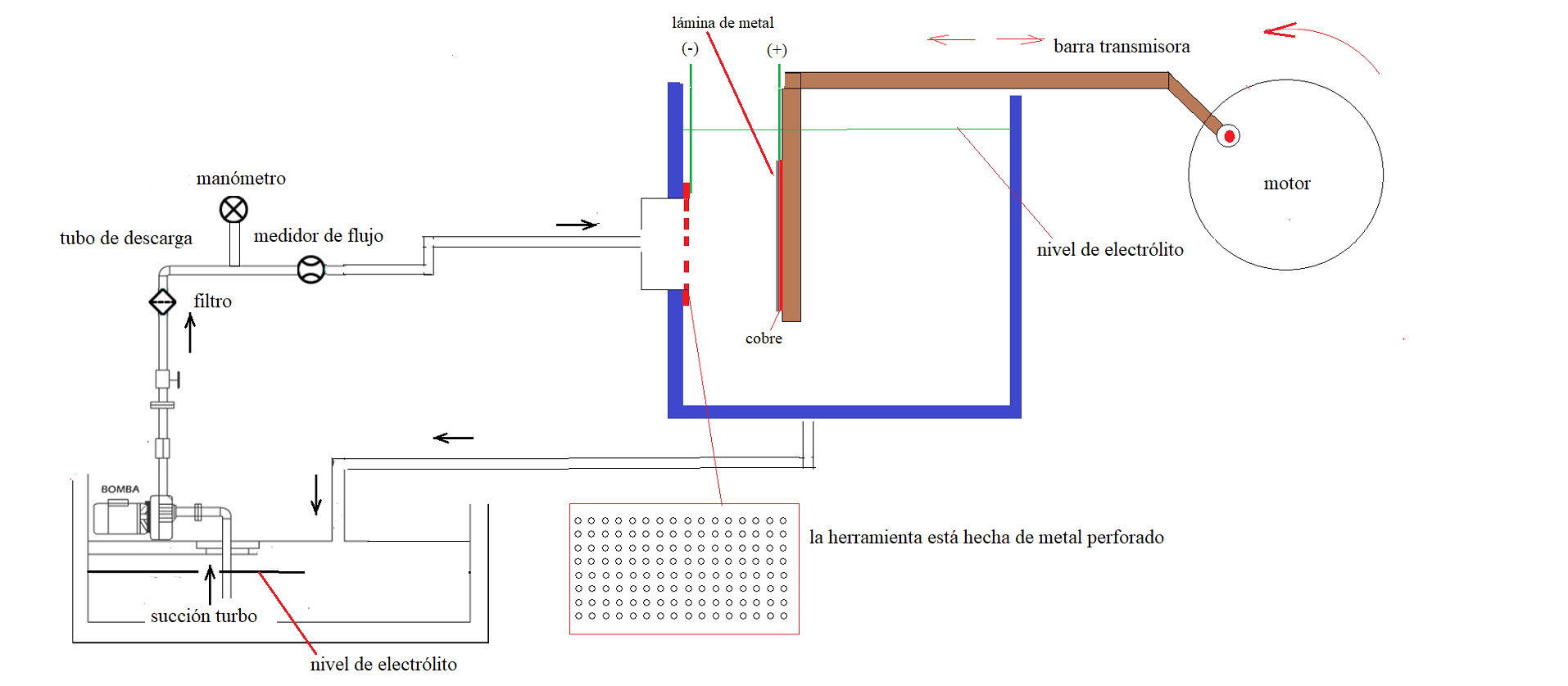

## Soldadura del terminal de cobre a la lámina metálica.
Este componente eléctrico comprende una cerámica cuadrada, indicada con el numero 1 en el siguiente dibujo, cubierta con una lámina metálica, en forma de resistencia, que puede tener dimensiones laterales del orden de 0,25 pulgadas x 0,25 pulgadas (6,35 mm x 6,35 mm) y un espesor del orden de 0,02 pulgadas (0,508 mm) . A la cerámica se le deposita y se adhiere una película de material resistivo, tal como una aleación de cromo-níquel de un material resistivo adecuado, que ha sido fotograbado para formar una trayectoria resistiva con un patrón adecuado, como una pluralidad de porciones lineales interconectadas para proporcionar un valor de resistencia deseado a lo largo de todo el camino. Los terminales 2, en los extremos opuestos del camino se utilizan hacer conexiones eléctricas al camino resistivo.

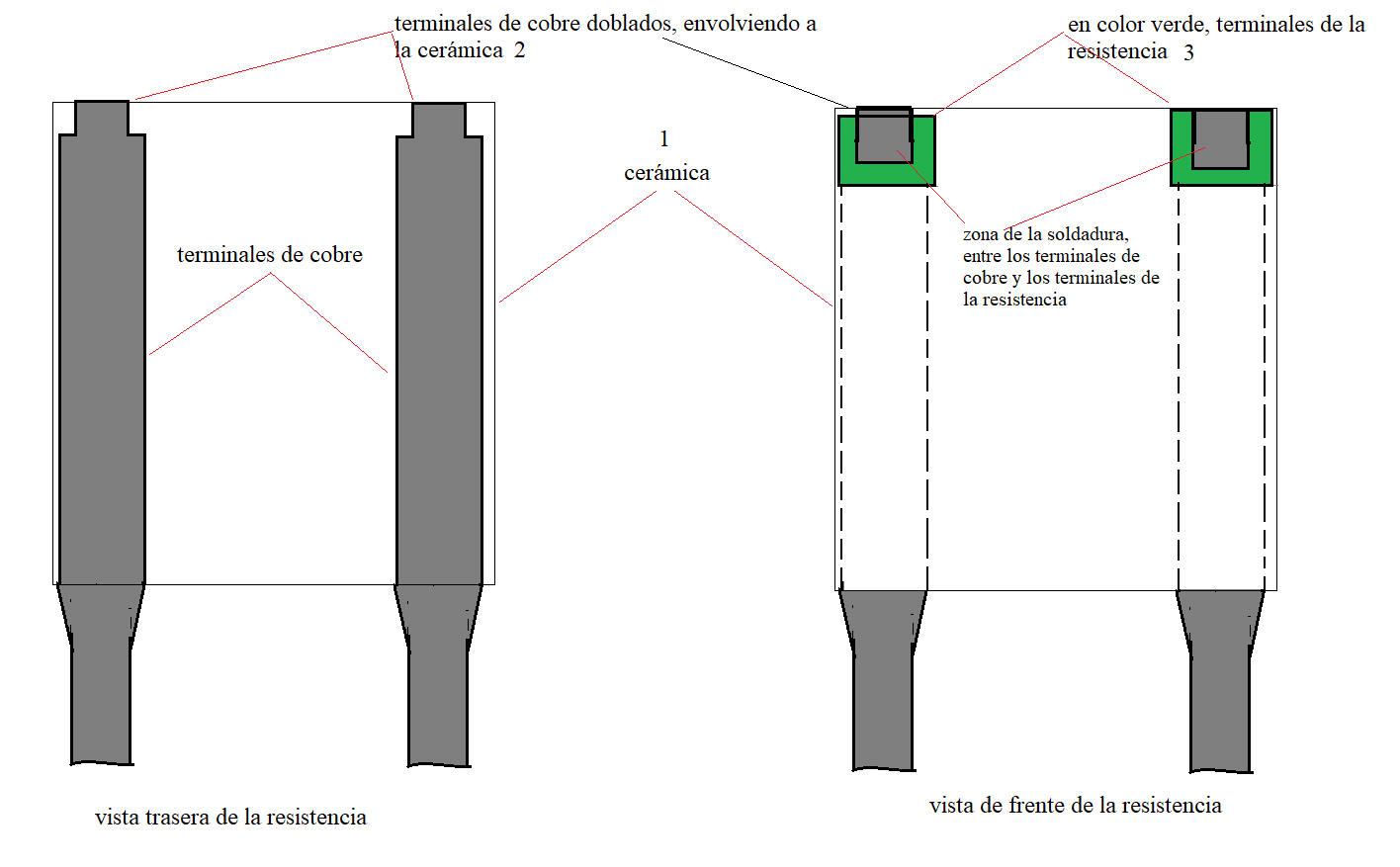

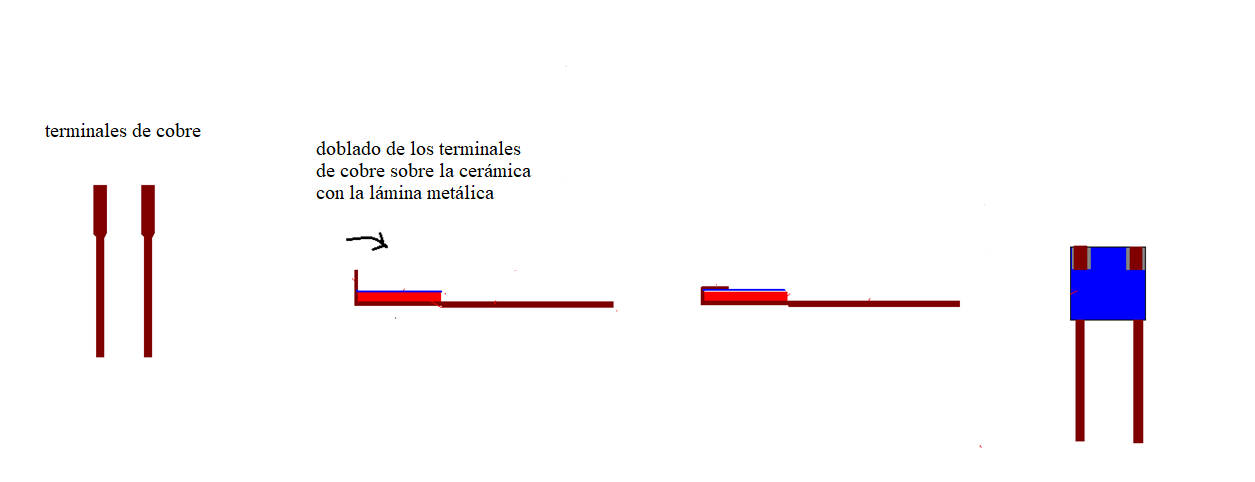

Por medio de una técnica denominada soldadura por puntos, los terminales de cobre 2, se sueldan a los terminales de salida del componente 3. La soldadura se realiza aplicando primero una fuerza, entre el terminal de cobre y la lamina metálica, al llegar el sistema a una fuerza predeterminada, se produce la descarga eléctrica.

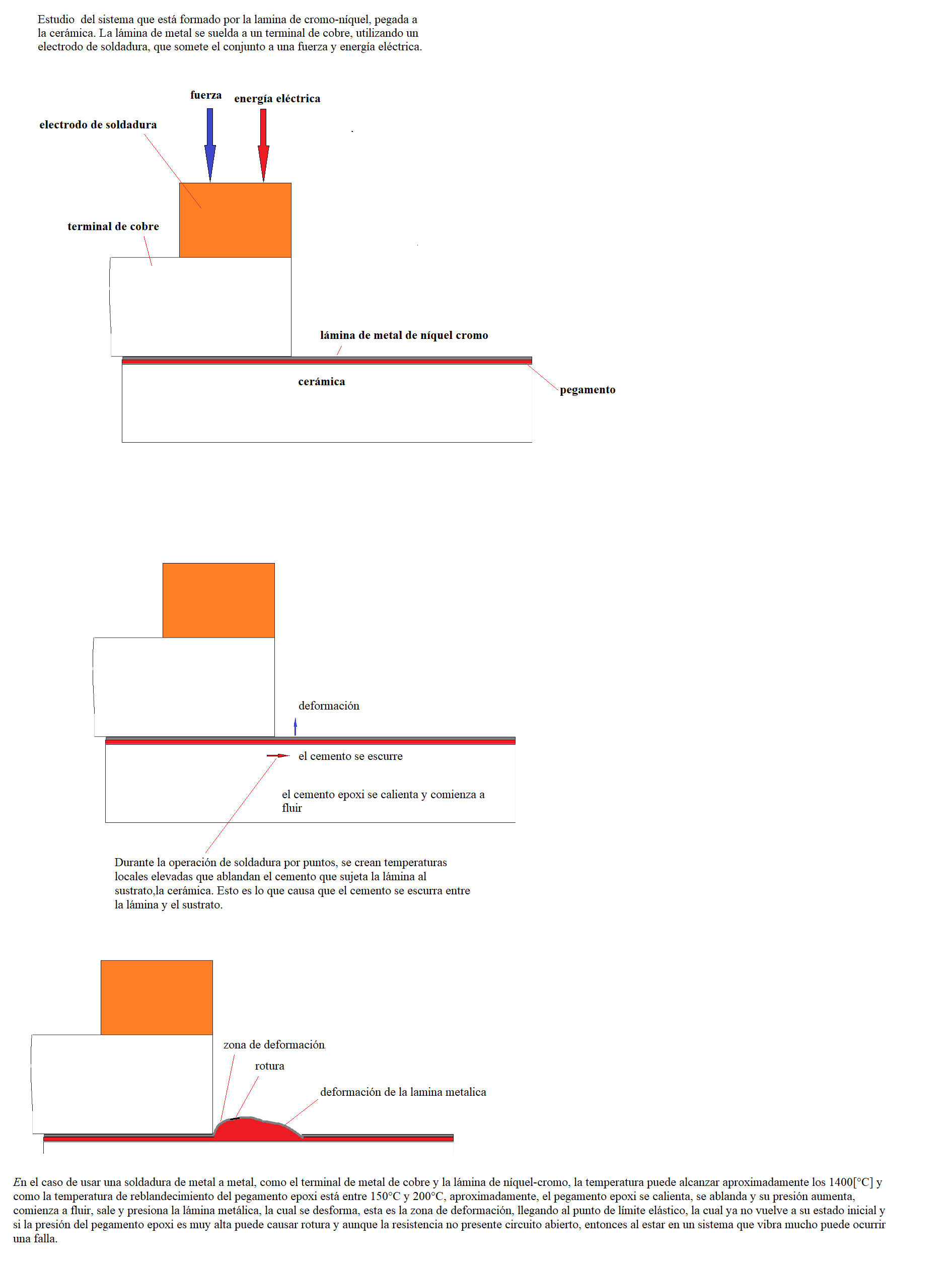

## Calibración de las resistencias de lámina metálica
Entre las técnicas utilizadas para la calibración de las resistencias de lámina metálica, se utilizan, con un primer método el ajuste con una aguja, una punta muy fina metálica que abre los puentes de calibración, el ajuste con láser y el ajuste por flujo abrasivo.
El siguiente dibujo muestra una parte del diseño maestro, que se realiza en ingeniería y es parte parcial del mismo.

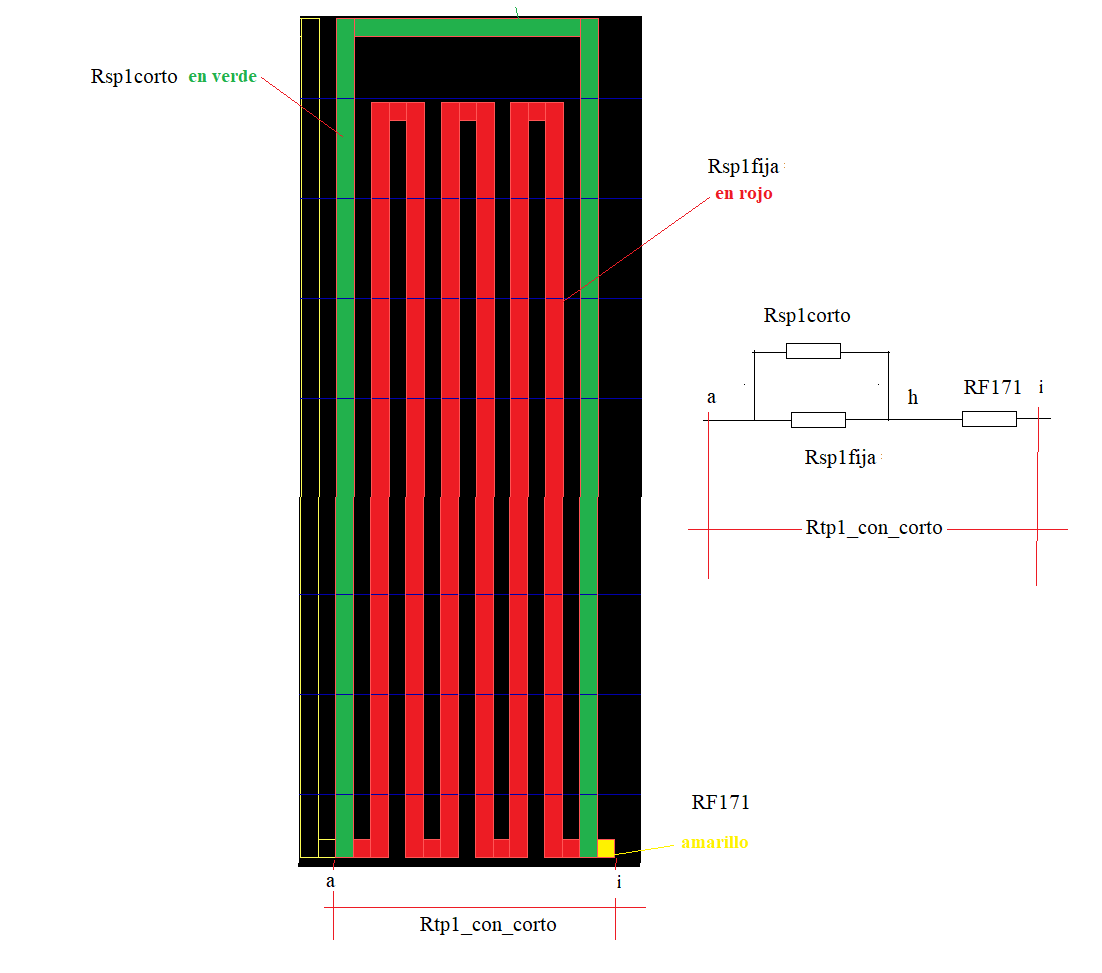

Este tramo de la resistencia está formado por una resistencia fija RF171 conectada en serie con el tramo resistivo de calibración, formada por dos resistencias conectadas en paralelo Rsp1fija, en color rojo, y Rsp1corto, en color verde, si por medio de una aguja fina y observada con un microscopio, el operador rompe o abre algún punto de la zona verde, el circuito que queda, está formado solamente por Rsp1fija en serie con RF171, aumentado el valor resistivo del conjunto y produciéndose un aumento porcentual dado de toda la resistencia.
Entre las técnicas que se reportan en la literatura para el ajuste de elementos pasivos se encuentran el ajuste con láser y el ajuste por flujo abrasivo.
El ajuste con láser se basa en la aplicación de un haz de luz en la zona verde del último dibujo, produciendo la apertura del puente de calibración. 
El principio de funcionamiento, de la técnica basada en el método de flujo abrasivo, es similar al del ajuste por láser, con la diferencia de que en este se aplica un flujo de nitrógeno seco, junto con un polvo abrasivo, a una presión muy elevada (30-100 PSI), en la superficie de la zona verde, rompiéndola.

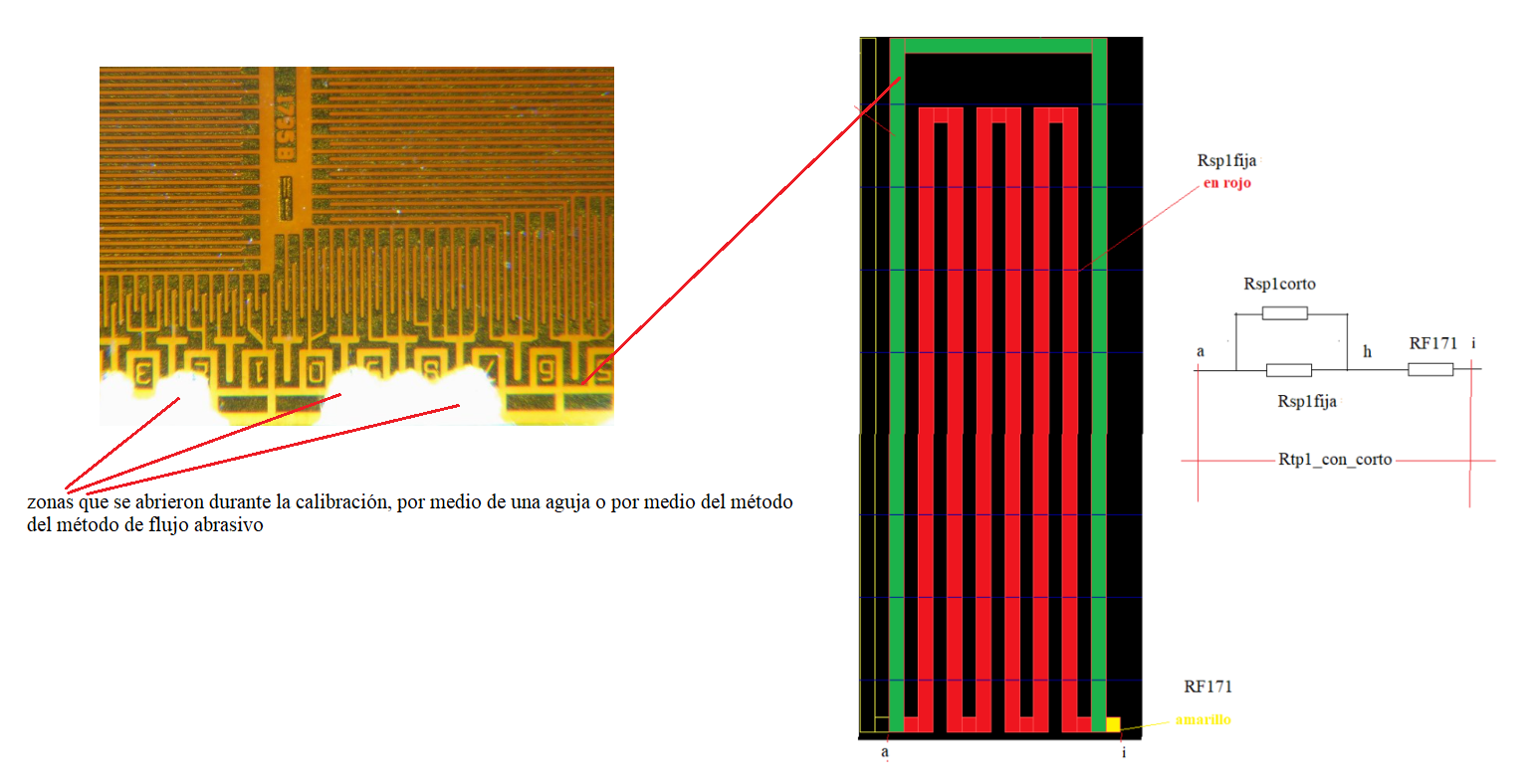

## Sistema por flujo abrasivo
El siguiente dibujo, nos muestra el sistema utilizado utilizando la técnica de ajuste por flujo abrasivo, produciendo la apertura del puente de calibración, en forma muy irregular, como el observado en la anterior ilustración, similar a lo obtenido por el método el ajuste con una aguja, una punta muy fina metálica. El principio de funcionamiento, de basa en el envío de un flujo abrasivo, a través de un caño de un pulso de gas y polvo abrasivo, utilizando un flujo de aire o nitrógeno seco, junto con un polvo abrasivo, a una presión muy elevada, entre 30 a 100 [PSI], a la zona de la superficie de la zona verde, rompiéndola.

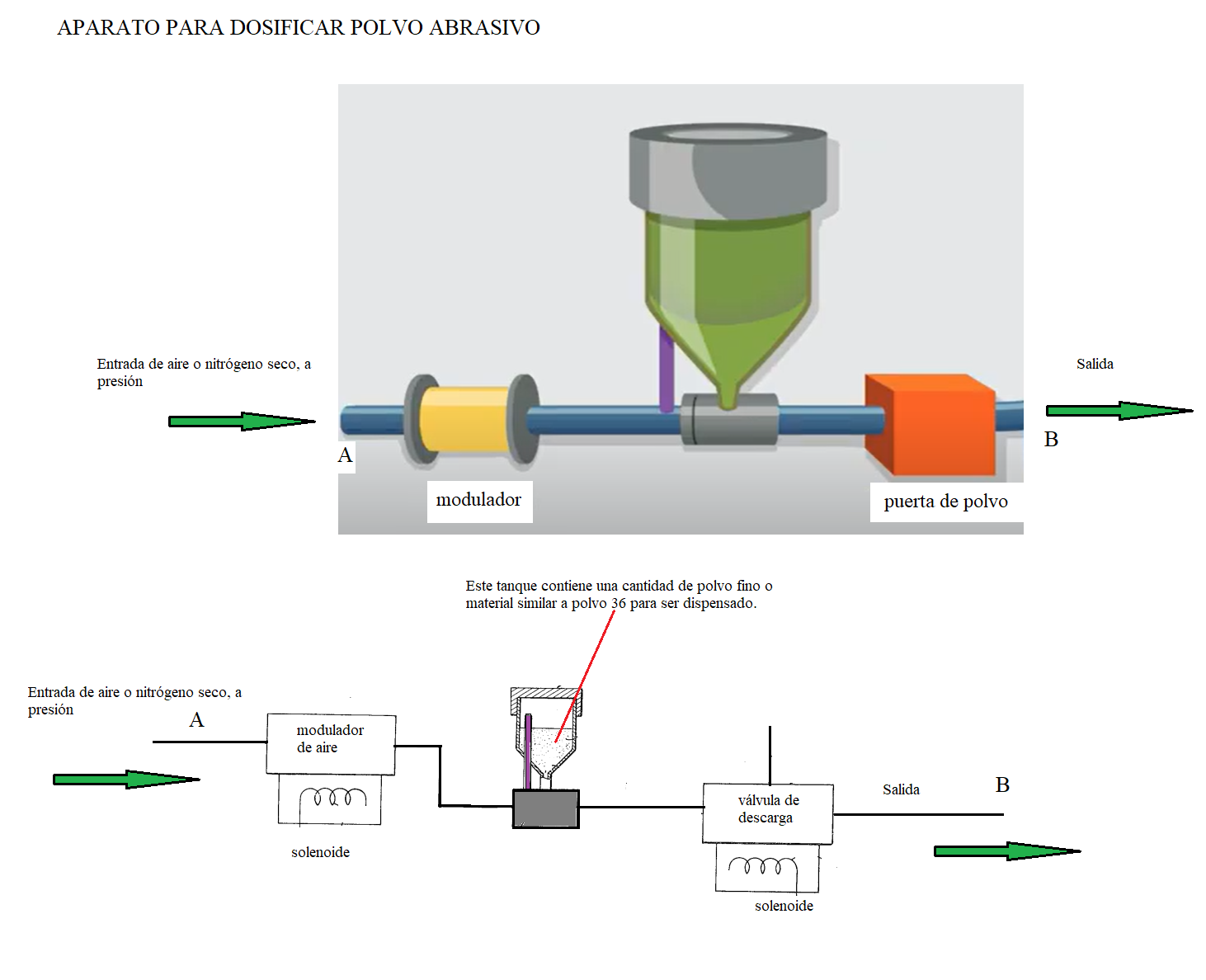

El siguiente dibujo, ilustra el sistema de calibración por flujo abrasivo; de la salida del aparato para dosificar polvo abrasivo B, se envía el pulso, por medio de un tubo flexible, de PVC, hasta la punta de salida, el pulso está indicado por la flecha de color naranja vertical, por el extremo de salida se aplica sobre la superficie de la resistencia a calibrar y si la misma esta ajustada producirá el corte del puente de calibración. Además se muestra que la punta de salida, soportada por un sistema mecánico, no mostrado en el dibujo, se mueve en sentido horizontal, indicado por la flecha de color verde, a medida que se abren los puentes necesarios hasta llegar al valor deseado de la resistencia. 

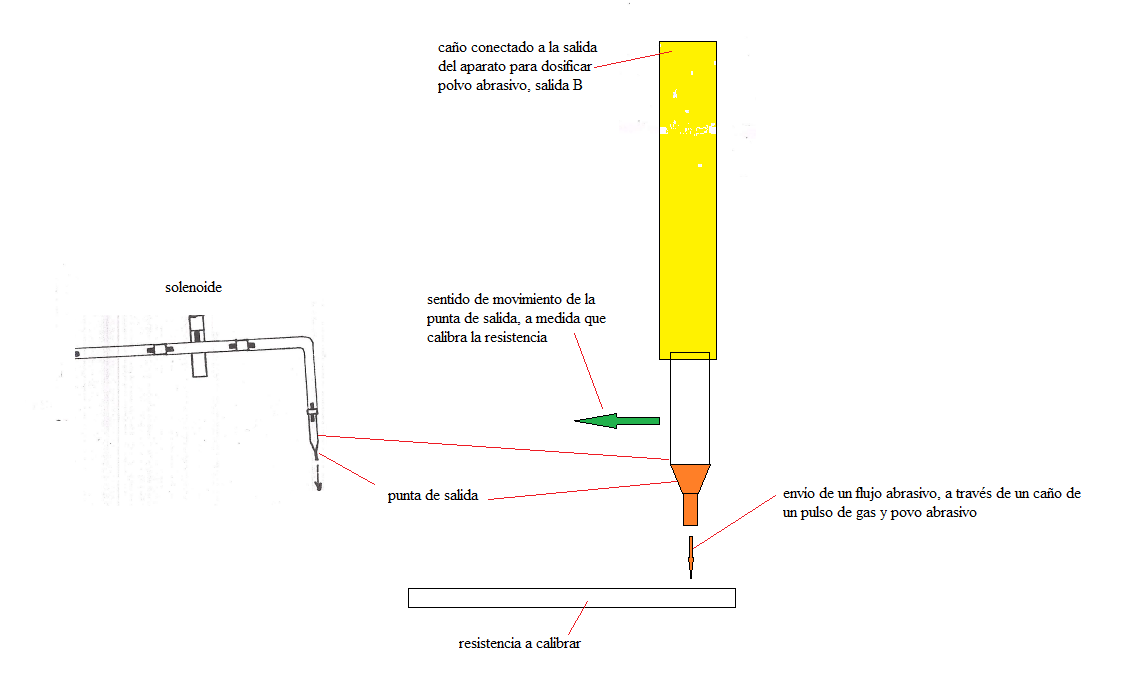

El siguiente dibujo nos muestra la zonas donde llegan los pulsos del polvo abrasivo, se observa el movimiento horizontal hacia la izquierda a medida que se abren los puentes de calibración. Si bien el dibujo esta simplificado, se muestra que a medida que nos desplazamos hacia la izquierda en la zona de calibración, el porcentaje que aporta cada puente disminuye.   

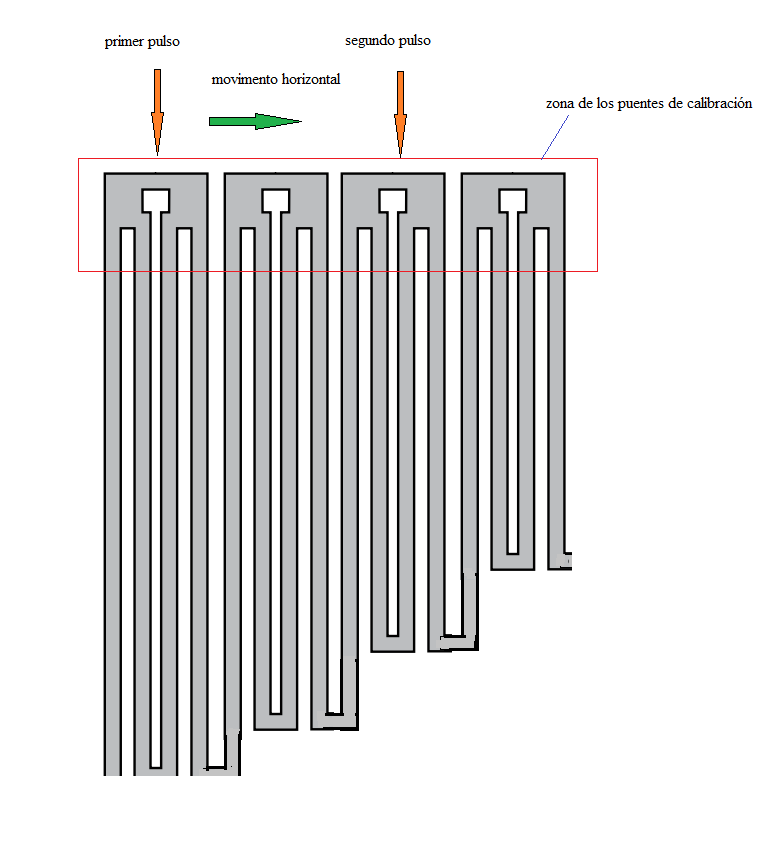

El siguiente dibujo representa una parte de la resistencia a calibrar, se definieron en forma genérica los porcentajes de cada puente de calibración y además se representó el largo de la zona del puente L1, cuando nos movemos hacia la izquierda este largo disminuye y se adjuntó al dibujo una representación real.

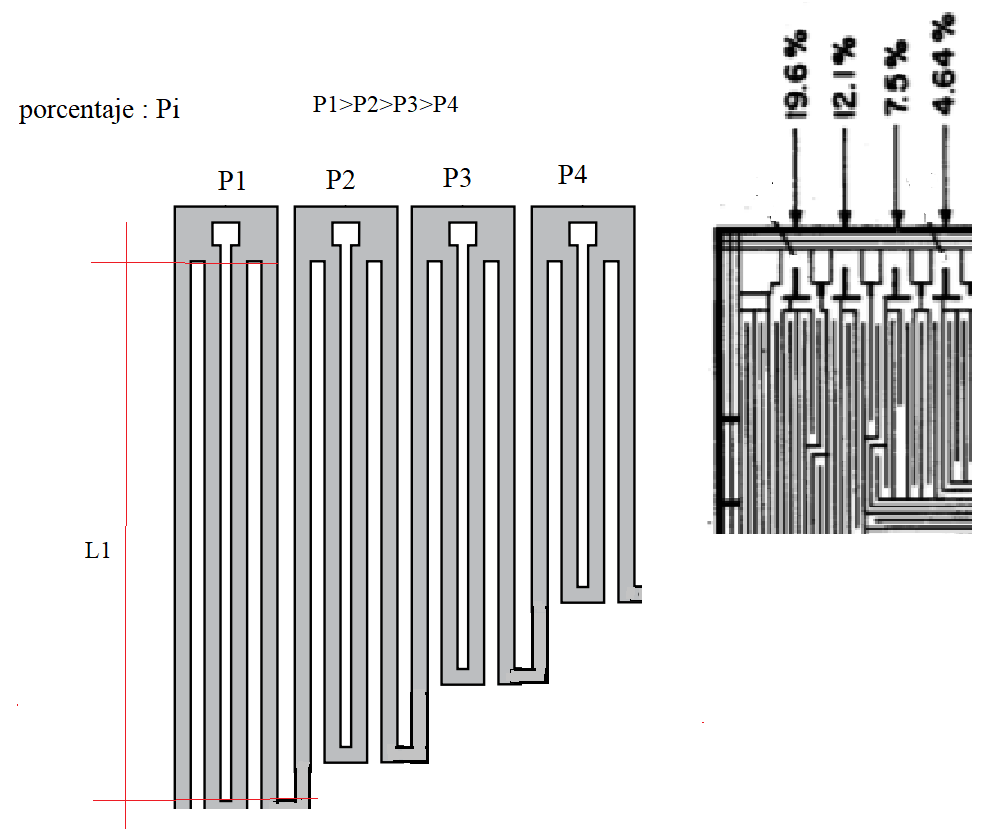

## Sistema LASER de calibracion
Escaneo de dos ejes y dos espejos. Quizás la configuración mecánica más simple es cuando dos escáneres de galvanómetro posicionan el rayo láser. Los espejos se colocan ortogonalmente como se muestra en el siguiente dibujo. El escáner inferior tiene un espejo más pequeño y produce el escaneo del eje X. El escáner superior tiene un espejo más grande que refleja el eje X en la dirección Y produciendo el escaneo del eje Y.

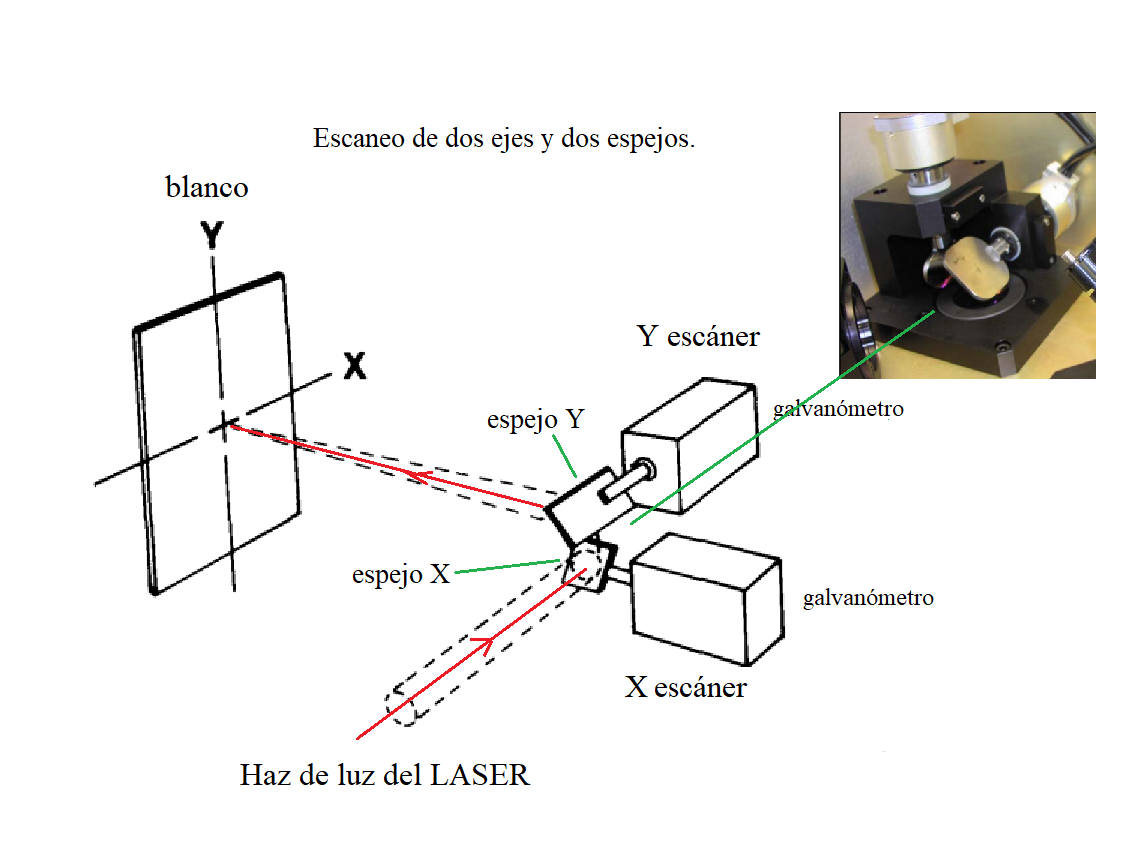

Los espejos dibujados 40 y 42  giran alrededor de su ejes respectivos por los miembros impulsores del galvanómetro 48 y 50.
Los miembros impulsores del galvanómetro funcionan en respuesta a las señales del control procesor 36 de manera similar a como la “X” y los elementos impulsores en “Y” 28 y 30 están controlados.

## Procesos

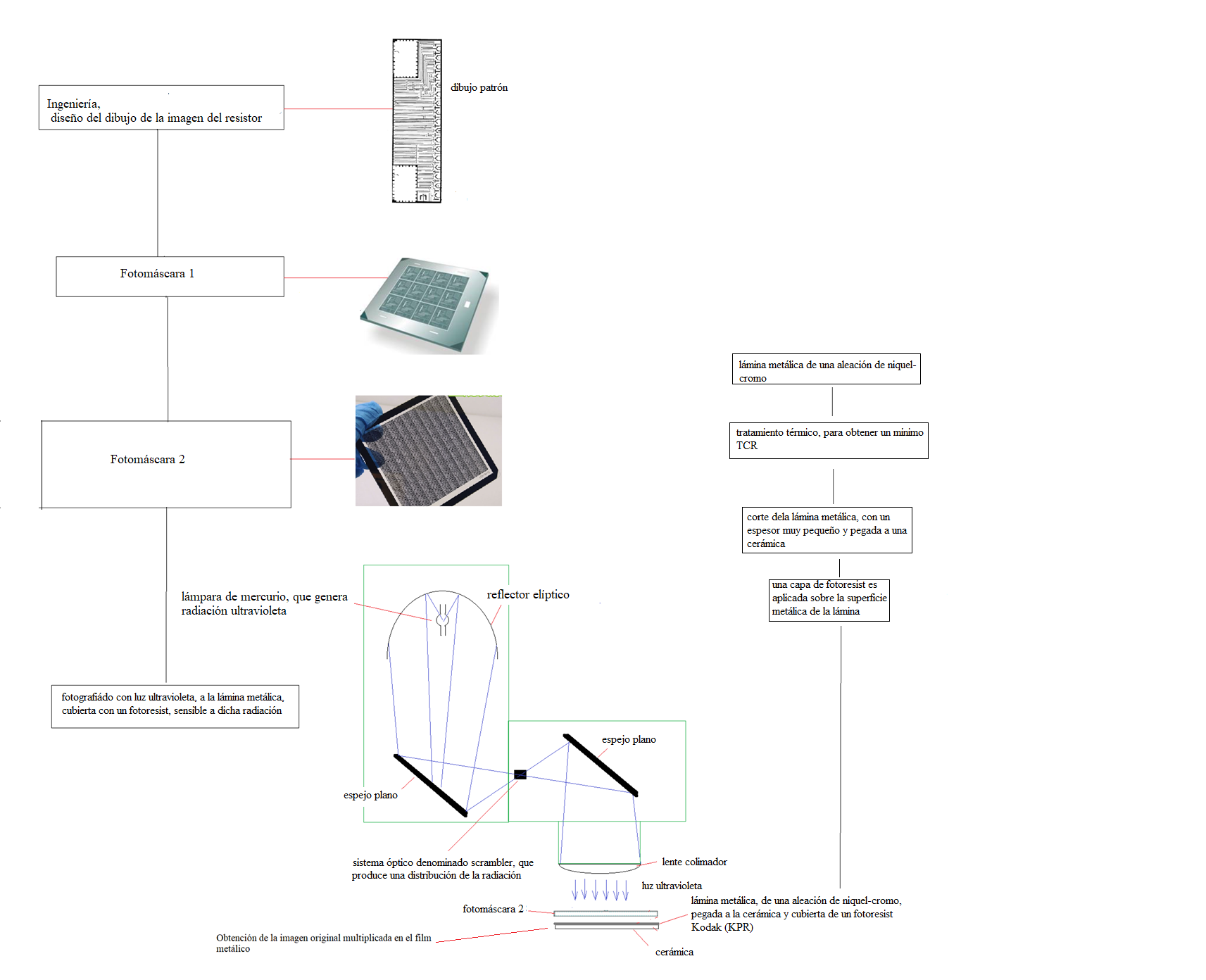

El propósito de esta parte del texto, es una descripción de todos los procesos involucrados en la fabricación de la resistencia de lámina metálica, estos requieren usar conceptos de teoría de circuitos, aleaciones metálicas, óptica, química y mecánica, entre otros. El siguiente dibujo es solo una introducción resumida de todos los procesos la cual debe ser ampliada, cada etapa puede si está mal realizada, producir efectos negativos en la terminación del componente.

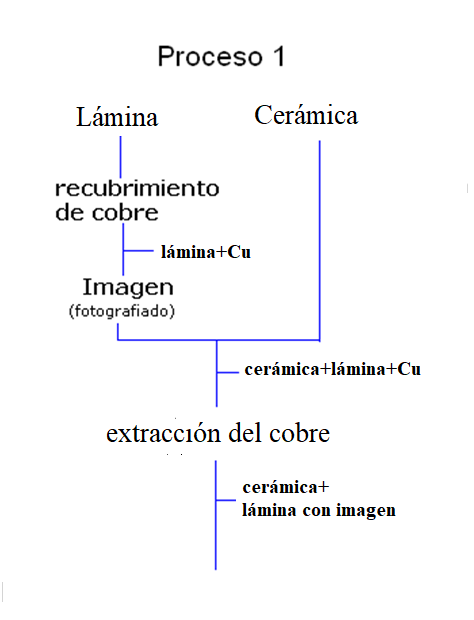

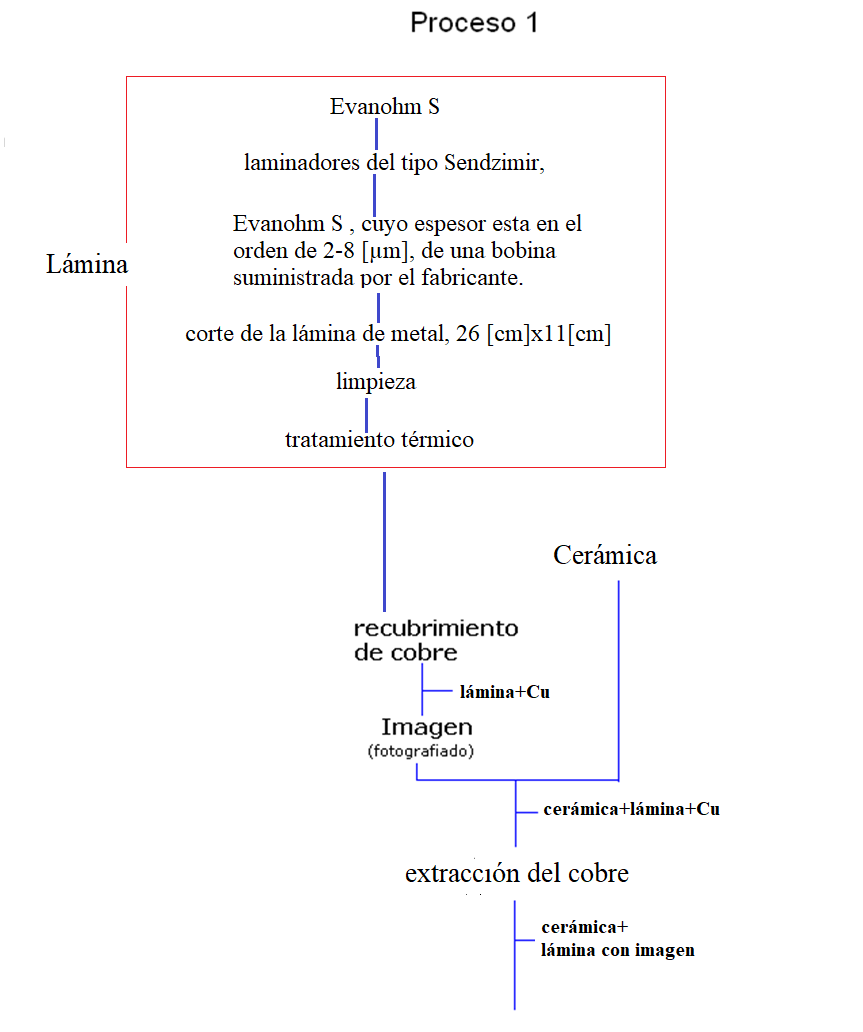

El proceso 1, se describe como se indica a continuación, inicialmente se comienza con una lamina metálica de una aleación de níquel-cromo, denominada Evanohm S , cuyo espesor esta en el orden de 2-8 [µm], de una bobina suministrada por el fabricante.
La aleación de níquel-cromo utilizada para la fabricación de resistencias de lámina metálica es la Evanohm S, la composición nominal de Evanohm S es:
- Cromo: 19,9 %
- Manganeso: 5,1 %
- Aluminio: 3,0 %
- Silicio: 1,1 %
- Níquel: equilibrado

Esta aleación de níquel-cromo, se debe convertir a una lámina muy fina, por un proceso metalúrgico denominado laminación.
El proceso comienza en una fábrica donde se realiza el laminado de láminas ultrafinas de metal. Las láminas de metal se producen, en una gran variedad de aleaciones con los calibres más delgados de la industria y con las tolerancias más estrictas desde 0,060" (1,5 mm) hasta 0,000060" (1,5 micras) de espesor. Las aleaciones pueden ser Constantan y Evanohm, utilizadas en la fabricación de resistencias eléctricas, las capacidades de fabricación de estas plantas incluyen, laminadores del tipo Sendzimir.

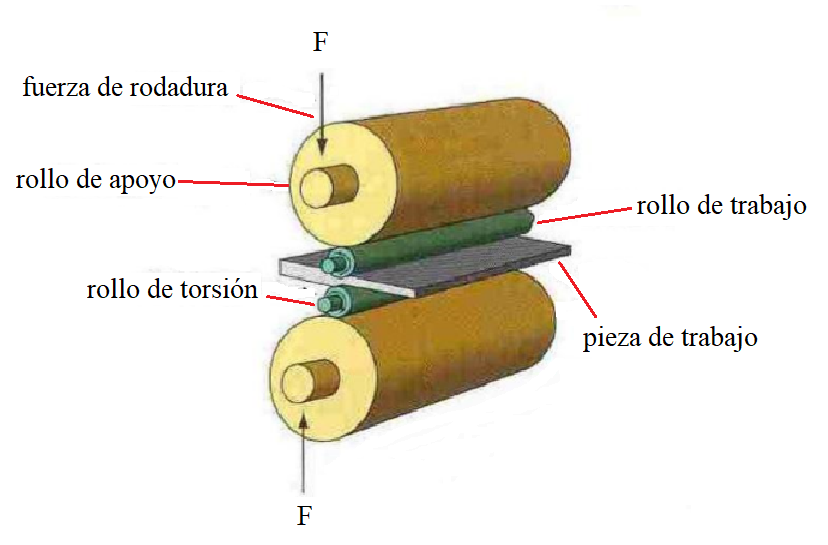

El Z-Mill o Sendzimir Mill es una máquina para laminadora de aleaciones metálicas. Esta configuración utiliza rodillos de soporte en cascada para aplicar fuerza en los pequeños rodillos de trabajo en el centro. Esto permite la aplicación de una mayor presión de los rodillos sin doblar los rodillos de trabajo, lo que daría como resultado una mala calidad del metal. Así se pueden laminar materiales muy duros y elásticos.

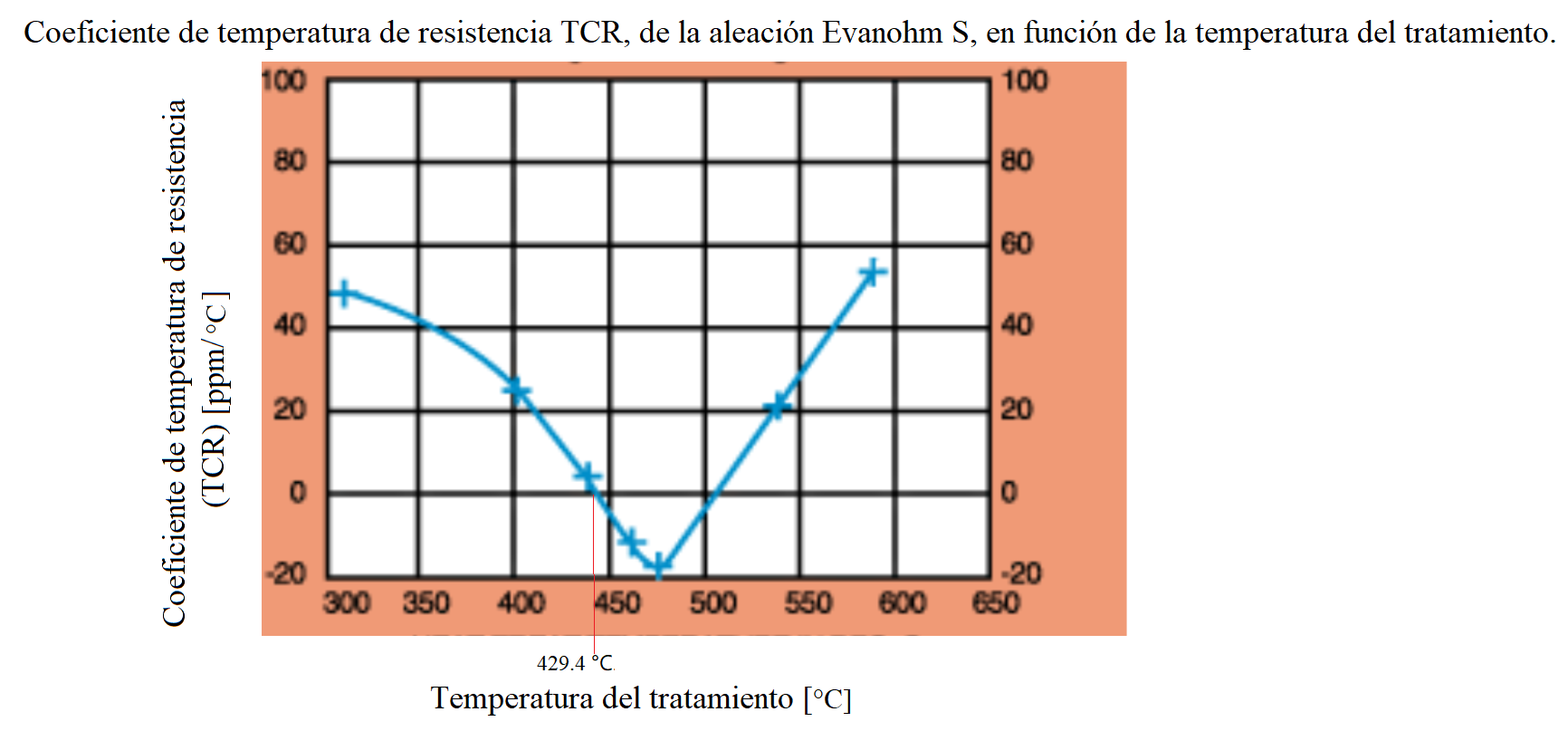

De acuerdo al trabajo realizado por Jay Brusse y Lyudmyla Panashchenko,al final del proceso de la fabricación de las resistencias de lámina metálica, es representado en el siguiente dibujo, observar que la capa de cobre no existe, es decir esta capa solo se usa durante la erosión electrolítica y luego se la elimina.

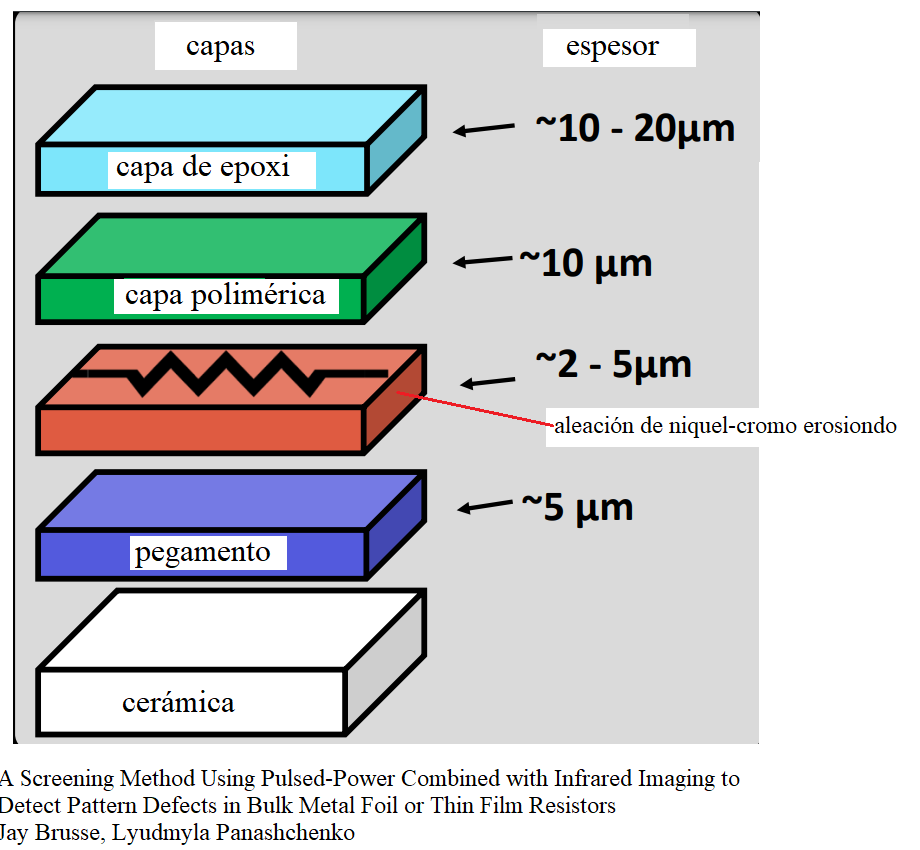

Los siguientes dos dibujos, describen en forma más profunda pasos en la producción de las resistencias de lámina metálica, denominados en ingles metal foil resistors.

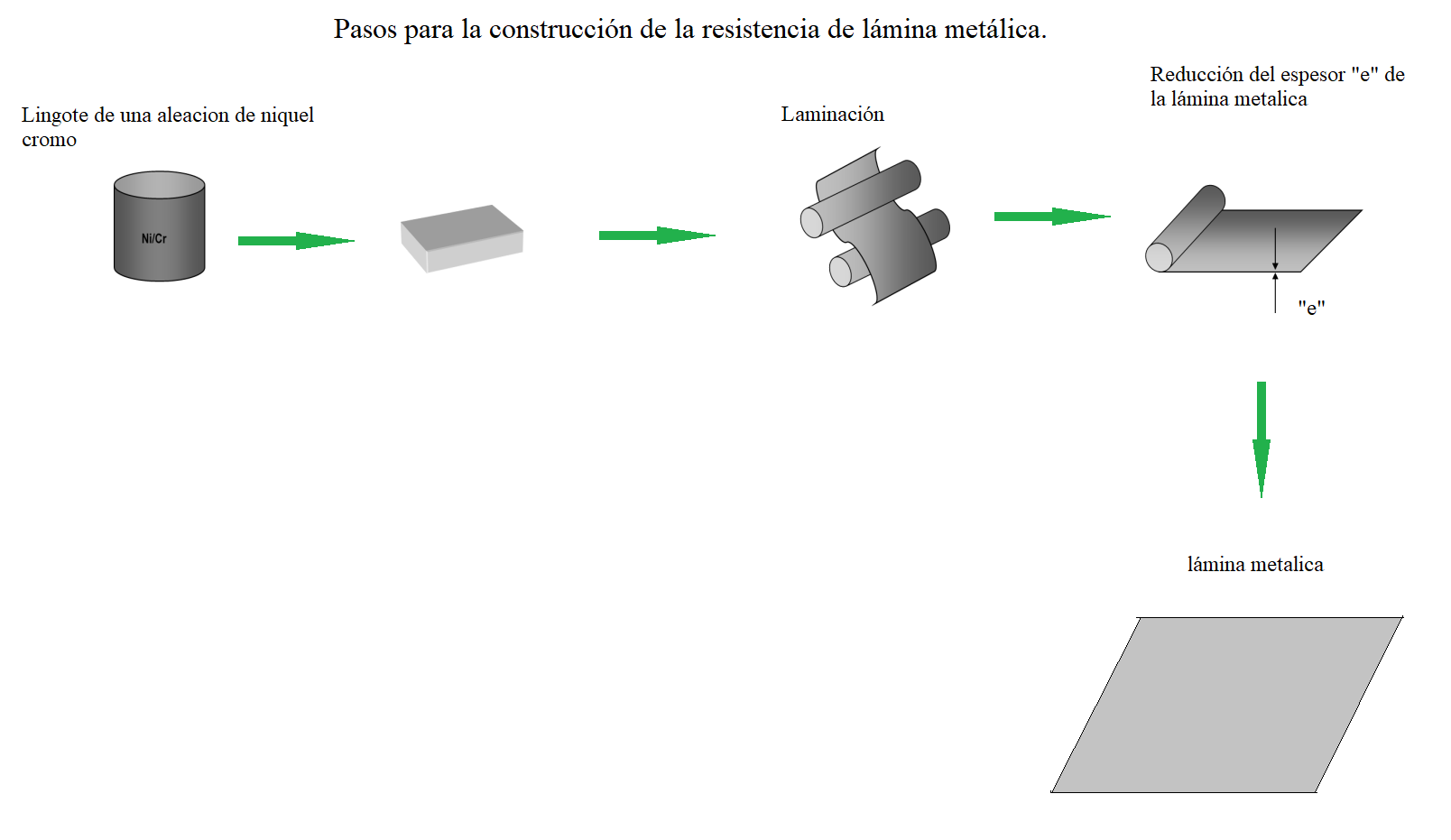

## Problemas de la resistencia de lámina metálica
Se debe aclarar que en todas las etapas de la producción de la resistencia de lámina metálica, es necesario investigar los problemas que surgen a raíz de la misma, con esto obtendremos un buen producto acorde a las especificaciones. Aunque un proceso inicial se lleve a cabo con aparente normalidad, es imperativo comprobar si es así y observar algún problema que pueda afectar a procesos posteriores.
A continuación, se mencionan algunos de los casos en el tratamiento térmico o ajuste del TCR, se cree que se realizó con normalidad, pero hubo problema en pruebas de temperatura, TCR.
- Un depósito mal hecho de una capa de oro, causa problemas en una etapa posterior denominada Kulso Bonder.
- Un defecto producido en un proceso de fotolitografía, provocó problemas de calibración del resistor.
- Un defecto producido durante la calibración, produjo un defecto en la revisión de CLT.
- Un defecto en la calidad del agua destilada.

## Equipos y maquinarias utilizadas en la fabricación de la resistencia de lámina metálica
Se presentaran en esta parte del documentos los equipos necesarios para la fabricación de este componente e inicialmente quedara dividido en: maquinarias, instrumentos de medición e instalaciones.

## Instrumentos de medición.
Caja de resistencias. Este es un aparato estándar óhmico de precisión y estabilidad.
Generador de pulsos. Como se vió, en la parte del documento, denominado Cicuito equivalente de la resistencia de lámina metalica, la necesidad de realizar pruebas utilizando una señal escalón de tensión, para comprobar la respuesta dinámica del componente y esto es importante ya que los distintos modelos del resistor pueden cambiar esta respuesta, por que se hace necesario un generador de pulsos.[cita requerida]